# Oisans
Vous lisez un « article de qualité » labellisé en 2019.
L'Oisans (prononcé [wa.zɑ̃]) est une région naturelle des Alpes françaises située dans les départements de l'Isère et des Hautes-Alpes, correspondant à l'essentiel du bassin versant de la rivière Romanche et de ses affluents. Elle compte ainsi six vallées principales dont Le Bourg-d'Oisans est approximativement le centre. Cette ville, la seule d'une région en grande majorité rurale, se situe dans une plaine occupée jusqu'au tournant entre le XVIIe et le XVIIIe siècle par un lac glaciaire et qui sépare la Haute de la Basse Romanche. Cette dernière, et principalement la commune de Livet-et-Gavet, est devenue un pôle industriel au XXe siècle avec le développement de la houille blanche qui a permis l'essor de nombreuses industries jusque dans les années 1970.
Des massifs montagneux aux sommets culminant entre 3 000 et 4 000 mètres entourent l'Oisans. Le plus emblématique est la Meije, à 3 983 mètres d'altitude. L'extrémité orientale de la Haute Romanche, le col du Lautaret, à 2 057 mètres d'altitude, est à vingt kilomètres de la frontière italienne. Cette situation, sur la route vers la plaine du Pô et péninsule italienne, rend donc l'accès à l'Oisans stratégique depuis l'Antiquité. Les Romains dominent le peuple des Ucènes et aménagent la voie commerciale. L'exploitation minière commence à cette époque et resurgit périodiquement jusqu'au XIXe siècle. Au Moyen Âge, l'Oisans est un mandement du Dauphiné. Sa situation est également décisive lors de la Seconde Guerre mondiale, lorsqu'un maquis combat l'occupant nazi puis participe à la libération de Grenoble. La route départementale 1091, reliant Vizille à Briançon, traverse l'Oisans, bien que la circulation soit perturbée en 2015-2016 en raison d'un glissement de terrain qui contraint à la fermeture du tunnel du Chambon.
Une grande partie de l'économie de l'Oisans repose sur le tourisme. Quatre domaines skiables se partagent les massifs. Parmi les principales stations figurent l'Alpe d'Huez et les Deux Alpes. Elles diversifient leurs activités en proposant des sports d'été. Quelques musées contribuent à dévoiler l'histoire et les richesses de la région. En outre, la randonnée pédestre et l'alpinisme permettent de découvrir les parties les plus préservées de l'Oisans, protégées notamment au sein du parc national des Écrins, de sites Natura 2000 et de plusieurs sites classés. En effet, en raison de son étagement altitudinal et de ses variations d'exposition au soleil, la région abrite une importante diversité d'écosystèmes. L'agriculture, qui a subi un fort déclin, est désormais tournée vers un marché de proximité.

## Toponymie
L'Oisans tient son nom du peuple celto-ligure des Ucènes,,. Cette appellation est progressivement transformée en Uïssan, Uisson, Uïsan, puis Visan, cette dernière étant conservée jusqu'au XVe siècle. Les habitants sont demeurés les Uissans.
De la fin du XIXe siècle aux années 1970, le bassin de l'Oisans a souvent prêté son nom au massif qui le borde au sud, désormais connu en tant que massif des Écrins. En effet, à l'époque de la carte de Cassini et avant l'âge d'or de l'alpinisme, les dimensions et la complexité du massif empêchent de le représenter géographiquement ; il ne porte alors pas de nom. Par la suite, de nombreux sommets majeurs et points de départ d'ascensions se trouvant en Oisans, ce nom s'étend vers les vallées du sud du massif et, plus difficilement, à l'est. La création du parc national des Écrins, en 1973, est venue le supplanter progressivement.

## Géographie

### Situation
L'Oisans est situé dans le Sud-Est de la France, à cheval entre l'extrémité sud-est du département de l'Isère en région Auvergne-Rhône-Alpes et l'extrême nord-ouest du département des Hautes-Alpes en Provence-Alpes-Côte d'Azur. Il se trouve entre Grenoble et Briançon, à environ 150 kilomètres au sud-est de Lyon. Il fait partie de la chaîne des Alpes. La frontière italienne est à vingt kilomètres de l'extrémité orientale de l'Oisans.

### Topographie

Carte topographique de l'Oisans.

L'Oisans correspond géographiquement au bassin versant de la Romanche en amont de Séchilienne. La source de cette dernière se trouve au pied du glacier de la Plate des Agneaux sous le pic de Chamoissière, à l'ouest du col du Lautaret,. Cette définition lui vaut la formule d'« Oisans aux six vallées » : ses affluents principaux sont, en rive droite, le Ferrand en aval du lac du Chambon, la Sarenne au niveau du Bourg-d'Oisans et l'Eau d'Olle qui traverse Allemond, ainsi qu'en rive gauche le Vénéon en aval des gorges de l'Infernet et la Lignarre en aval du Bourg-d'Oisans,. Toutefois, historiquement, les alpages situés au sud du col du Glandon et du col de la Croix-de-Fer jusqu'au lac de Grand'Maison appartiennent à la province de la Maurienne de l'ancien duché de Savoie et sont donc exclus de l'Oisans ; de même, le territoire de la commune de Chantelouve, dans le Valbonnais, s'étend au nord du col d'Ornon.

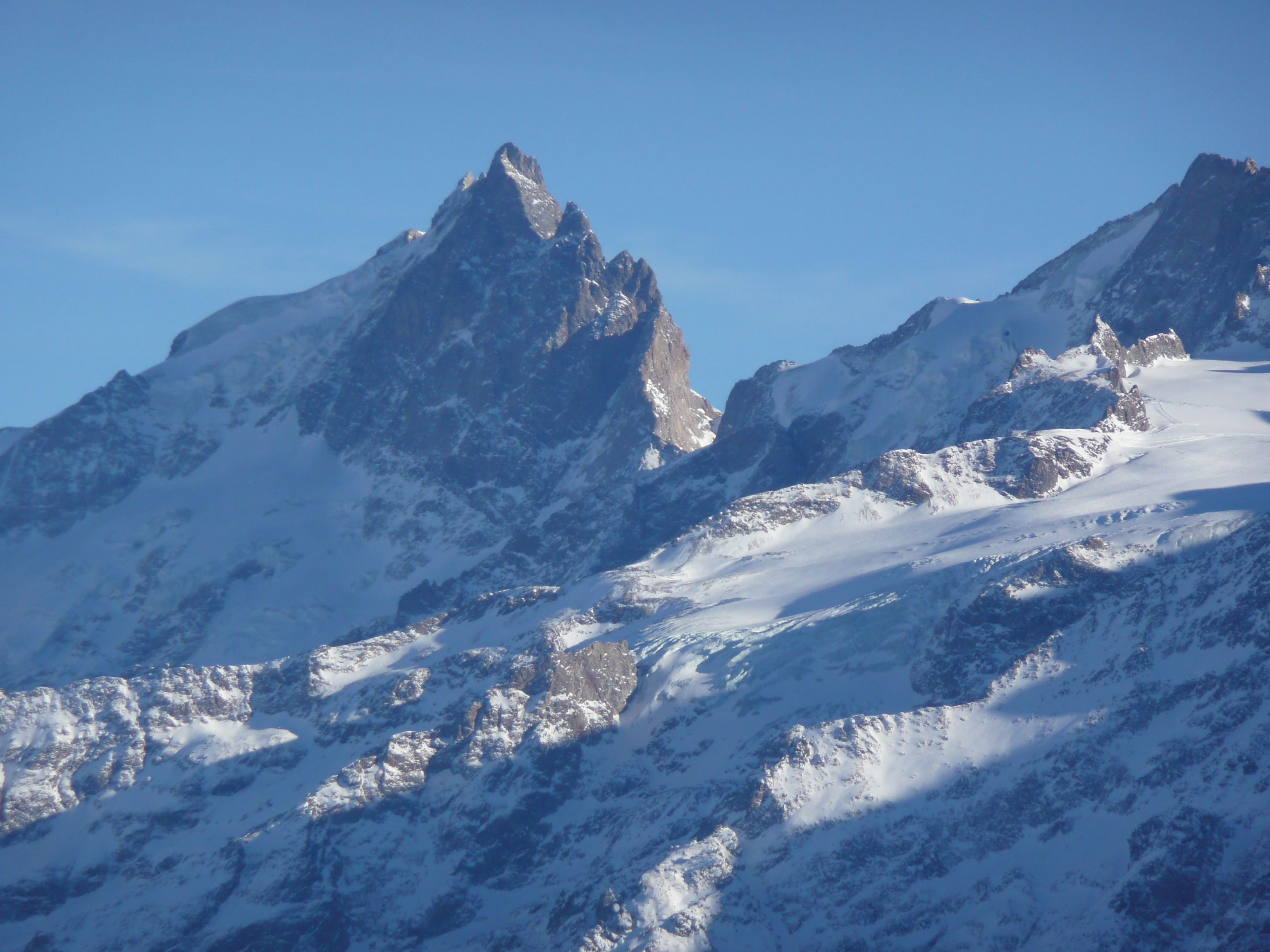
Vue de la Meije, la « reine de l'Oisans », culminant à 3983 mètres d'altitude.

L'Oisans couvre ainsi une partie des massifs de Belledonne — qui le sépare du bassin du Grésivaudan —, des Grandes Rousses et des Arves au nord, du Taillefer au sud-ouest et des Écrins au sud et à l'est,,,. Le point culminant de la région est le pic Lory, une antécime de la barre des Écrins qui culmine à 4 087 mètres d'altitude, au fond de la vallée du Vénéon, à la limite avec la Vallouise dans le Briançonnais. Toutefois, le sommet le plus emblématique est la Meije, culminant à 3 983 mètres d'altitude entièrement entre les vallées de la Haute Romanche et du Vénéon, et surnommée la « reine de l'Oisans ». Au sud de l'Oisans se trouvent les bassins du Valjouffrey et du Valgaudemar.
La route départementale 1091, ancienne RN 91, reliant Vizille à Briançon est la principale route d'accès à ce territoire,.

### Géologie
L'Oisans se trouve au cœur de plusieurs massifs cristallins des Alpes externes. Ceux-ci constituent des blocs de l'ancien socle hercynien métamorphique (gneiss, micaschiste, migmatite) qui ont basculé au cours du Jurassique lors du rifting ayant donné naissance à la Téthys. Ils sont séparés par des hémigrabens où se nichent les vallées,. L'ancienne surface d'érosion de la chaîne hercynienne se retrouve encore sous la forme de pénéplaines, par exemple au plateau d'Emparis, au glacier de Mont-de-Lans, à Chamrousse ou encore au Grand Galbert. Dans cette mer relativement profonde se forment des calcaires du Lias, que l'on retrouve notamment au Bourg-d'Oisans, à Mizoën, à La Grave et à Villar-d'Arêne,. Au Crétacé inférieur, la mer devient moins profonde mais l'Oisans se trouve sur sa marge et l'Urgonien est peu présent. Au Crétacé supérieur, la Téthys alpine se referme et une subduction se met en place. Elle s'achève à l'Éocène tandis que le début de surrection des Alpes est accompagné d'une érosion qui contribue à la formation de grès. À l'Oligocène, la collision continentale provoque le chevauchement et la fracturation des blocs alors que les roches sédimentaires se plissent, menant à la structure générale actuelle de l'Oisans.
En outre, de la houille provenant de la décomposition de fougères du Carbonifère est présente en plusieurs endroits de l'Oisans. Des granites issus de plutons du Permien sont répandus dans plusieurs zones, notamment au Rochail, dans le vallon de Lanchâtra à l'est de la roche de la Muzelle, autour de La Bérarde et aux pics de Combeynot,. Ils résultent d'un amincissement crustal. Ils sont accompagnés de la formation, par hydrothermalisme, de filons de minerais de cuivre, fer, plomb, zinc, argent, or, etc. De la dolomie née de la sédimentation dans un océan peu profond du Trias est également intercalée entre le socle cristallin et les calcaires ; elle contient des traces d'évaporite. Elle est localement surmontée par des strates de spilite déposées à la suite d'épisodes de volcanisme sous-marin annonçant l'ouverture du rift jurassique.
Au Pléistocène, l'Oisans est occupé par plusieurs glaciers. Celui de la Haute Romanche culmine au maximum de la glaciation de Mindel vers 2 600 mètres d'altitude dans les environs du col du Lautaret ; il atteint approximativement 2 250 mètres au Chambon. Sa jonction avec celui du Vénéon atteint alors un niveau de 2 100 mètres environ au niveau du Bourg-d'Oisans puis remonte d'une centaine de mètres en raison de la confluence avec le glacier de l'Eau d'Olle au verrou de Rochetaillée. L'épaisseur du glacier rissien est moindre. Ce verrou est donc responsable de l'ombilic glaciaire du Bourg-d'Oisans et de l'apparition d'un lac après la dernière glaciation,,. Le glacier est ensuite évacué par la Basse Romanche, et éventuellement par des diffluences en rive gauche, vers le glacier de l'Isère. Le lac est progressivement comblé jusqu'à la seconde moitié du IIe millénaire.
La quasi-totalité du territoire de l'Oisans est située en zone de sismicité no 3, comme l'ensemble du secteur géographique du Sud-Est du département de l'Isère. Au niveau du département des Hautes-Alpes, le massif se situe aux limites de la zone de sismicité no 4.
| Type de zone | Niveau            | Définitions (bâtiment à risque normal) |
| ------------ | ----------------- | -------------------------------------- |
| Zone 3       | Sismicité modérée | accélération = 1,1 m/s2                |

### Climat

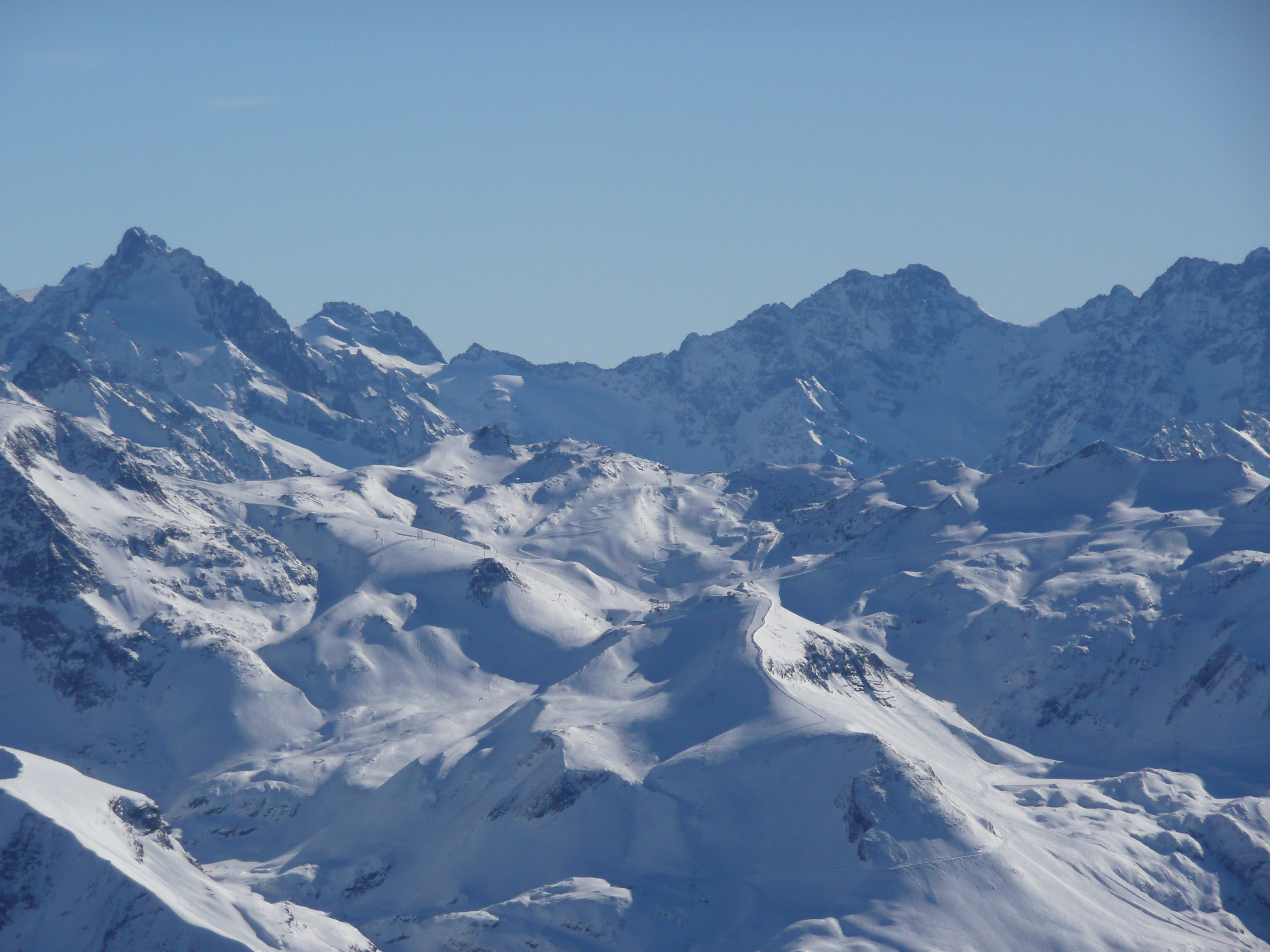
Vue sur les montagnes enneigées de l'Oisans depuis l'Alpe d'Huez.

Le Haut Oisans est soumis à un climat de type montagnard continental, présentant des étés relativement secs et chauds et des hivers froids avec des températures moyennes de −4 °C à 2 400 mètres d'altitude en cette saison. Situé au cœur des Alpes françaises, il connaît un phénomène d'ombre pluviométrique, avec seulement 800 millimètres de précipitations moyennes entre Besse et Saint-Christophe-en-Oisans. Cette seconde commune a toutefois bénéficié, à 1 570 mètres d'altitude, d'un enneigement au sol deux fois supérieur à celui d'Autrans (1 050 m), de 1961 à 1990, avec un maximum de 80 centimètres en février. Elle a également connu, sur la même période, le record de précipitations neigeuses en une journée, avec 80 centimètres tombés le 21 mars 1971.
Une influence océanique se fait en revanche sentir dans la Basse Romanche et la plaine du Bourg-d'Oisans, avec 1 400 millimètres environ de précipitations par an. Cette dernière est la zone la plus chaude du territoire, avec des températures comprises en moyenne entre 2 et 4 °C en janvier et entre 20 et 22 °C en juillet.

### Écosystème
L'Oisans abrite une grande variété d'écosystèmes. Les adrets, comme ceux de la Romanche et de la combe de Malaval, sont globalement secs et ensoleillés. Ils présentent des pelouses pionnières sur rocailles à joubarbes et orpins, des prairies et pelouses sèches, des landes et fruticées xérophiles à genévriers,, des associations d'éboulis et escarpements rocheux siliceux et parfois localement calcaires et xérothermophiles.
L'ubac abrite des boisements de mélèze,, au bas des versants, des aulnaies dans les couloirs d'avalanches et les pentes, des landes subalpines à airelles, des landes froides à camarine, des rhodoraies à Rhododendron ferrugineux, des fourrés de saules arbustifs arctico-alpins, des mégaphorbiaies, des prairies subalpines et pelouses alpines, des formations de combes à neige à saules nains, des pelouses pionnières des dalles rocheuses et débris, des associations végétales de moraines et éboulis ou de parois rocheuses,,.

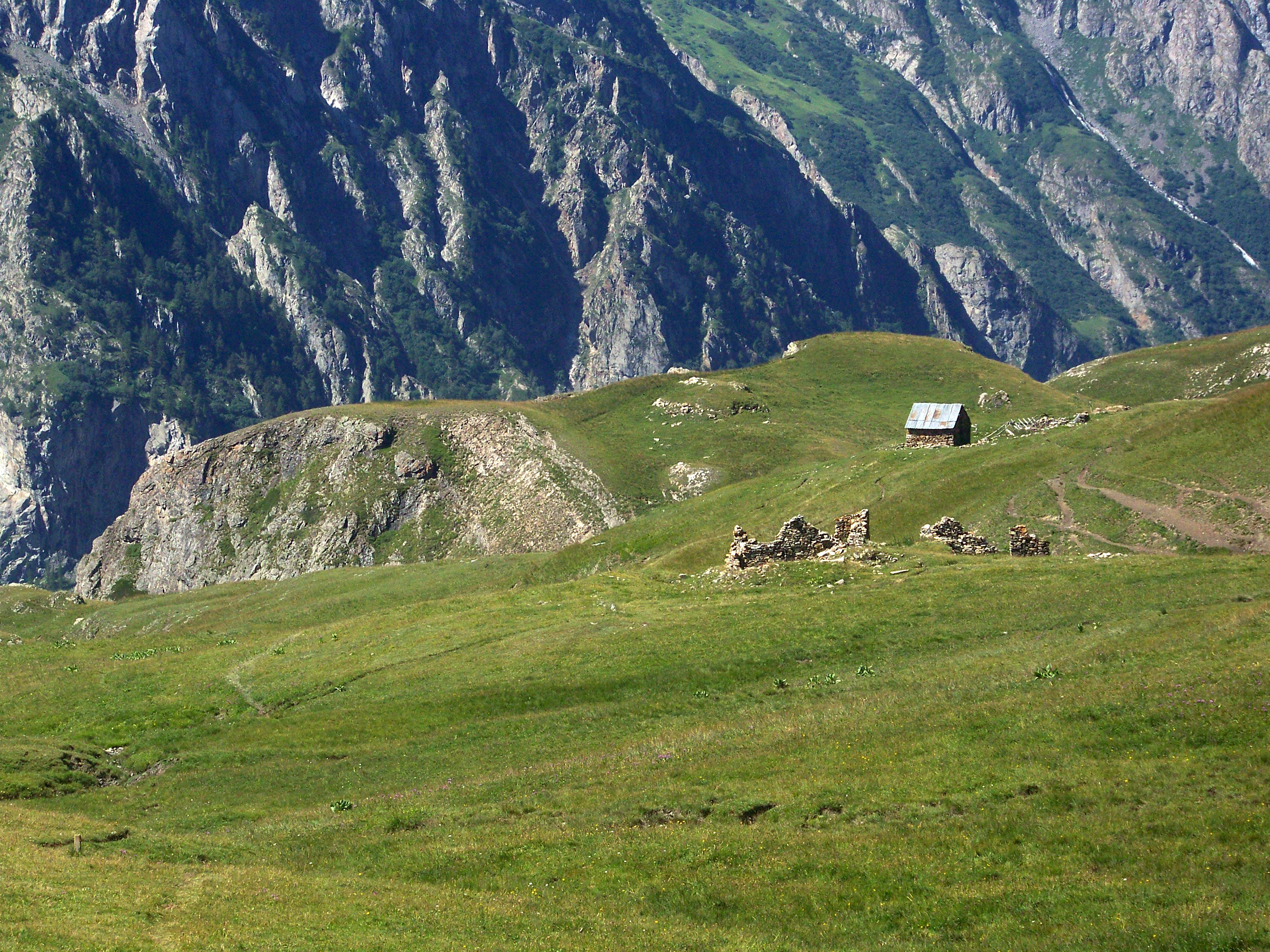
Vue du plateau d'Emparis avec l'ubac de la combe de Malaval, en arrière-plan.

Les abords froids des torrents possèdent des boisements d'Aulne blanc et de Frêne élevé en galerie. Des milieux humides se retrouvent également en altitude autour des lacs, tourbières et marais du massif du Taillefer.
Le plateau d'Emparis a une grande variété de formations végétales : des prairies subalpines à Fétuque paniculée, des pâturages à Nard raide, des pelouses alpines à Laîche toujours verte, Seslérie bleue et Fétuque violette, des formations de combe à neige à saules nains, des landes subalpines à éricacées, des landes froides d'altitude, des rocailles avec formations pionnières, des éboulis calcaires et siliceux, des escarpements rocheux et associations saxicoles et de milieux humides couvrent le plateau,.
L'étage subalpin abrite de façon éparse le Pin cembro, et le Pin à crochet. Seuls des lichens colonisent les sommets les plus élevés.

#### Flore
De nombreuses espèces réglementées de plantes à fleurs ont été recensées dans les différentes zones naturelles d'intérêt écologique, faunistique et floristique (ZNIEFF) : la Dauphinelle fendue (Delphinium fissum), la Gagée jaune (Gagea lutea), le Physosperme de Cornouailles (Physospermum cornubiense), l'Ancolie des Alpes (Aquilegia alpina, endémique), la Laîche bicolore, l'Œillet négligé (Dianthus pavonius), le Panicaut des Alpes (Eryngium alpinum, endémique), la Gentiane jaune (Gentiana lutea), le Saule à dents courtes (Salix breviserrata), le Trèfle des rochers (Trifolium saxatile, endémique), l'Avoine odorante (Hierochloe odorata) ou encore le Lys orangé (Lilium bulbiferum var. croceum). Le Saule blanchâtre (Salix laggeri), le Silène du Valais (Silene vallesia), le Buplèvre étoilé (Bupleurum stellatum), la Campanule du Mont-Cenis (Campanula cenisia), la Fétuque bigarrée (Festuca acuminata), la Fétuque jaunâtre (Festuca flavescens), le Gaillet oblique (Galium obliquum), le Gaillet des Alpes occidentales (Galium pseudohelveticum), la Pédiculaire du Mont-Cenis (Pedicularis cenisia), la Raiponce à feuilles de scorsonère (Phyteuma scorzonerifolium), la Valériane des débris (Valeriana saliunca), la Véronique d'Allioni (Veronica allionii), la Pensée du Mont-Cenis (Viola cenisia), la Centaurée à un capitule (Centaurea uniflora) et le Myosotis nain (Eritrichium nanum) ne sont pas réglementés mais ont une distribution endémique.

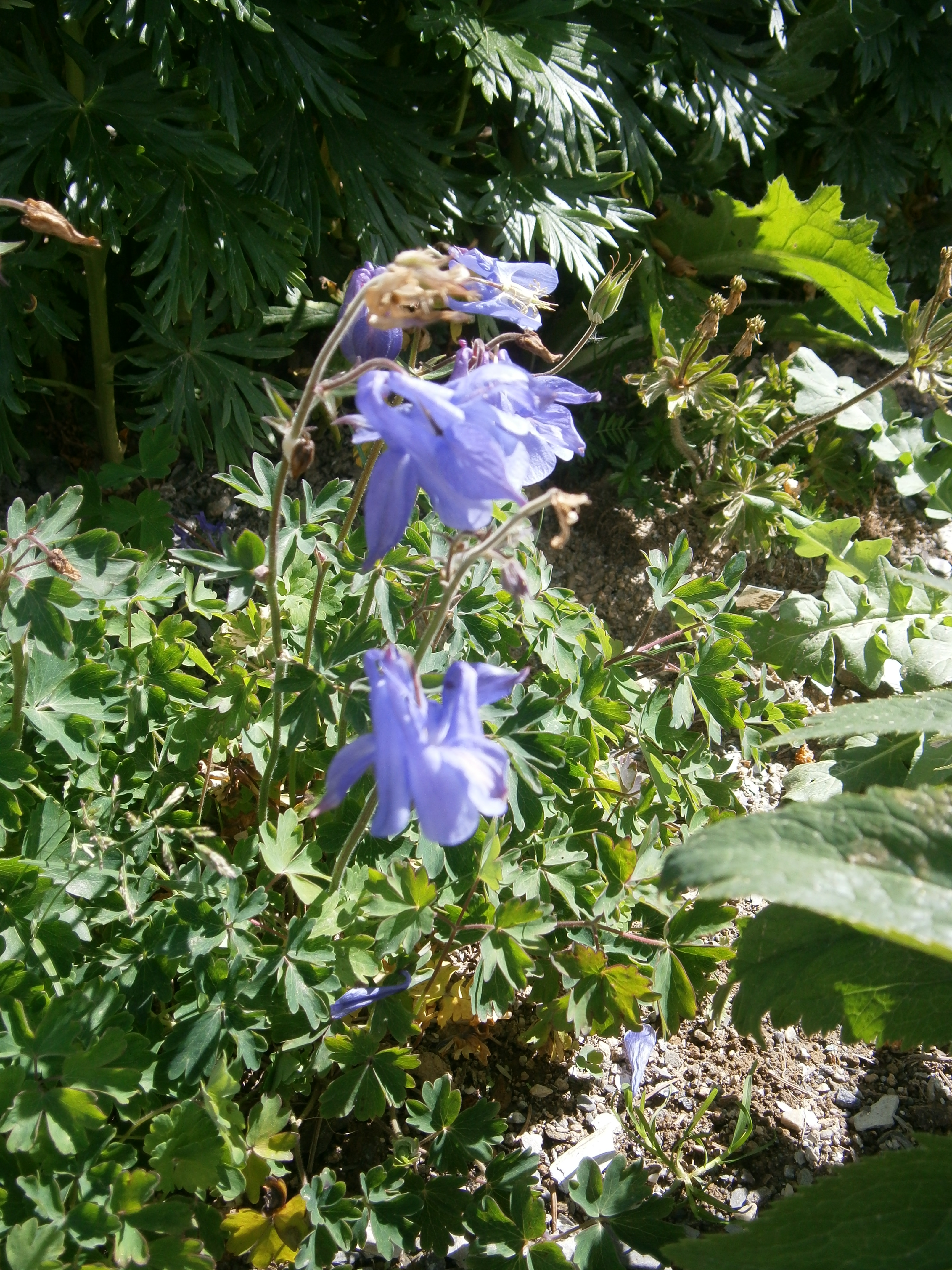
Ancolie des Alpes (Aquilegia alpina) au jardin botanique du col du Lautaret.
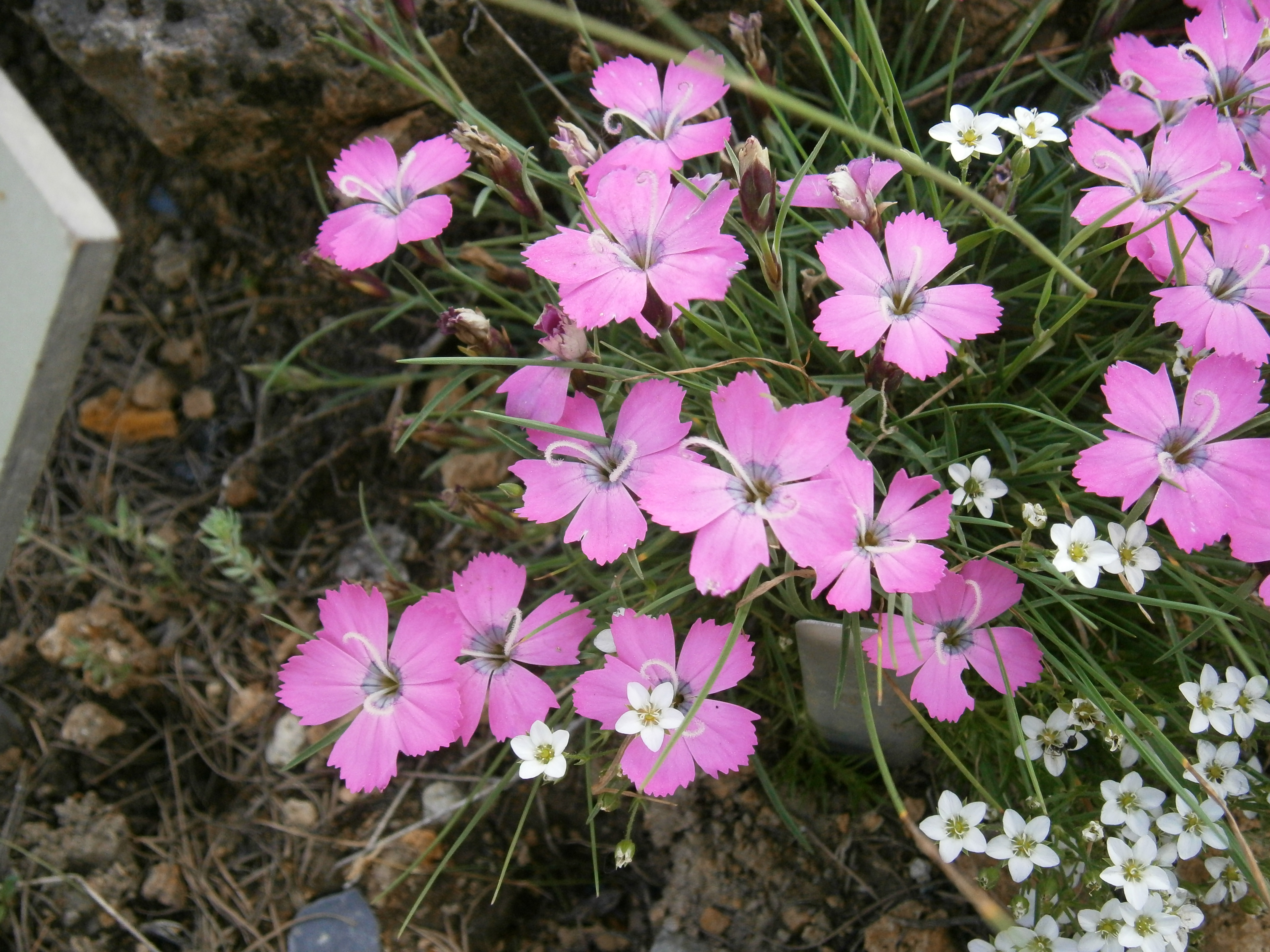
Œillet négligé (Dianthus pavonius) au jardin botanique.
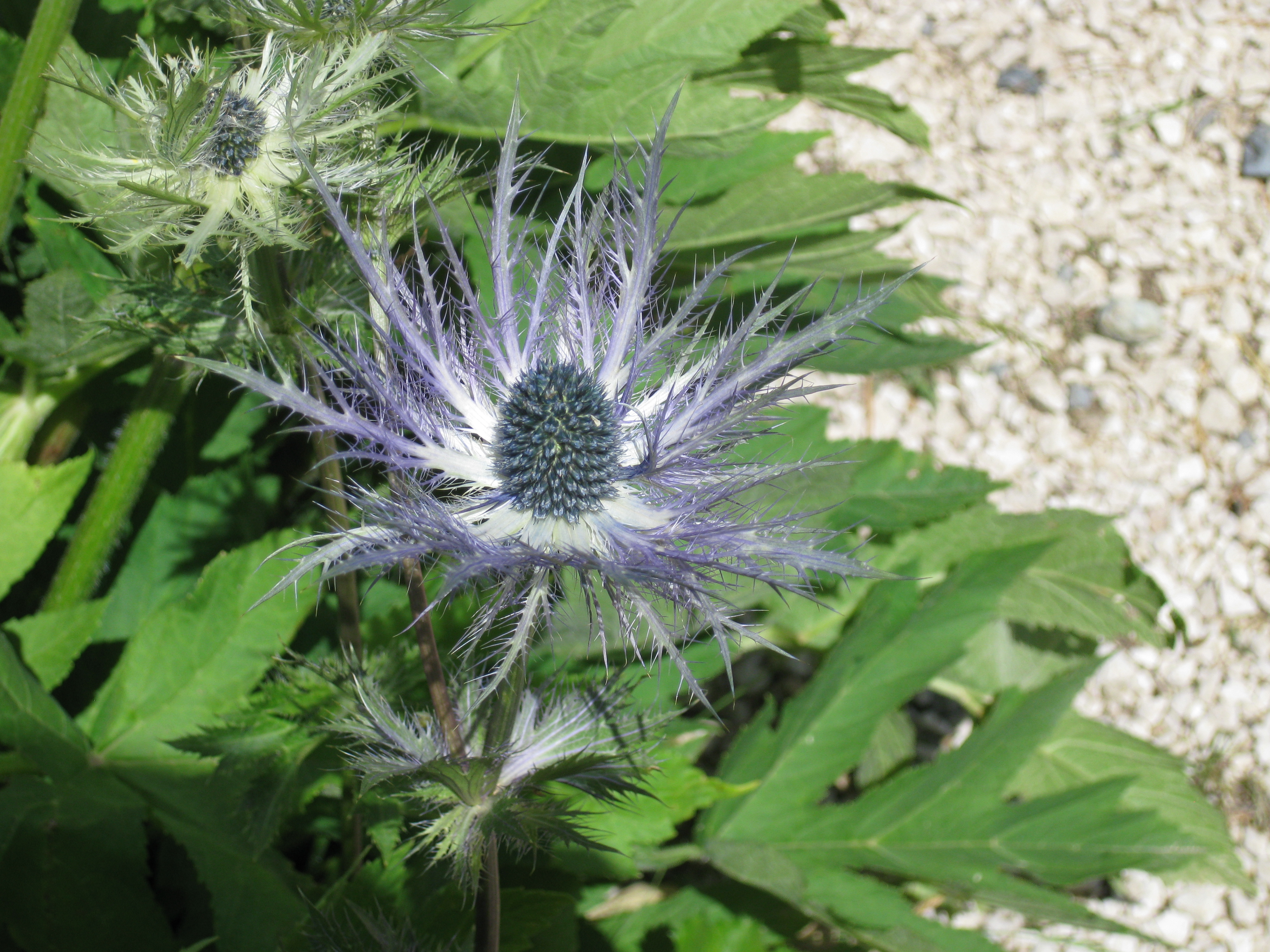
Panicaut des Alpes (Eryngium alpinum) au jardin botanique.
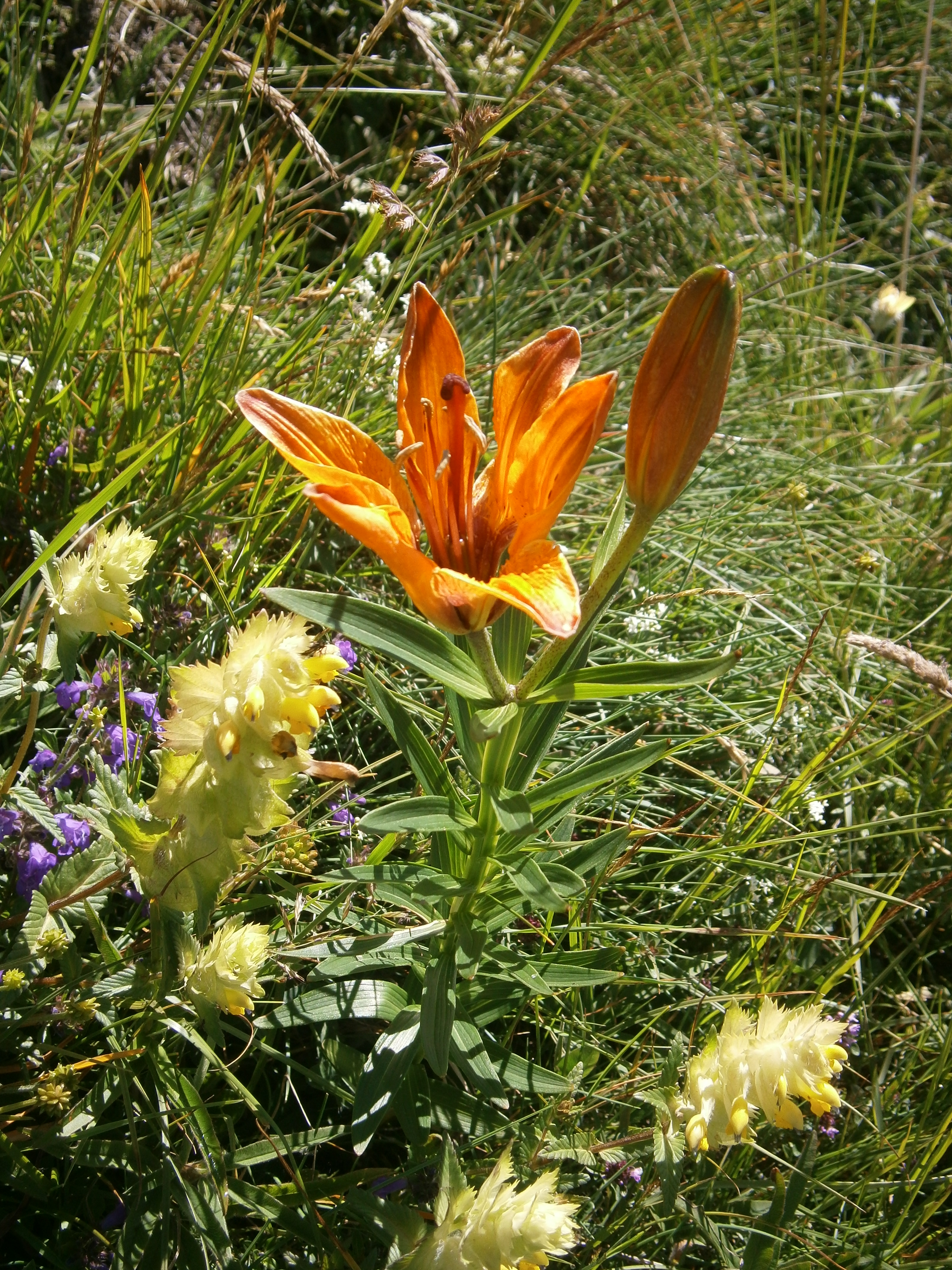
Lys orangé (Lilium bulbiferum var. croceum).

Le Polystic à aiguillons (Polystichum aculeatum) est une espèce de fougère également réglementée, comme le Lycopode sélagine (Huperzia selago) qui est une autre espèce de plante vasculaire.

#### Faune
Plusieurs espèces réglementées de mammifères ont été recensées dans les différentes zones naturelles d'intérêt écologique, faunistique et floristique (ZNIEFF) : le chamois (Rupicapra rupicapra), le Bouquetin des Alpes (Capra ibex), la Musaraigne aquatique (Neomys fodiens), l'Oreillard roux (Plecotus auritus), le Lynx boréal (Lynx lynx) ou encore le Lièvre variable (Lepus timidus).
Parmi les oiseaux figurent la Bécasse des bois (Scolopax rusticola), le Faucon pèlerin (Falco peregrinus), le Lagopède alpin (Lagopus muta),, la Perdrix bartavelle (Alectoris graeca),, le Hibou grand-duc (Bubo bubo),, le Martin-pêcheur d'Europe (Alcedo atthis), le Crave à bec rouge (Pyrrhocorax pyrrhocorax),, le Bruant ortolan (Emberiza hortulana),, le Bruant fou (Emberiza cia), l'Aigle royal (Aquila chrysaetos), le Gypaète barbu (Gypaetus barbatus), l'Autour des palombes (Accipiter gentilis), le Tétras lyre (Tetrao tetrix), la Caille des blés (Coturnix coturnix), la Nyctale de Tengmalm (Aegolius funereus), la Pie-grièche écorcheur (Lanius collurio), le Cincle plongeur (Cinclus cinclus), le Monticole merle-de-roche (Monticola saxatilis), la Rousserolle verderolle (Acrocephalus palustris), le Pouillot fitis (Phylloscopus trochilus), la Niverolle alpine (Montifringilla nivalis), le Tarin des aulnes (Spinus spinus) et le Sizerin flammé (Acanthis flammea).
Le Sonneur à ventre jaune (Bombina variegata) est une espèce d'amphibien également réglementée.
Enfin, parmi les insectes figurent l'apollon (Parnassius apollo),.

### Population

#### Découpage administratif
L'Oisans compte un peu plus de 10 000 habitants dans 21 communes. Le Bourg-d'Oisans est la plus peuplée et la seule ville du territoire ; elle se trouve approximativement au centre des six vallées. Le peuplement est très inégalement réparti : les cinq communes les plus peuplées regroupent 70 % de la population et la moitié des communes comptent moins de 200 habitants.

Carte administrative de l'Oisans.

| Département  | Canton          | Communauté de communes | Commune                    | Population |
| ------------ | --------------- | ---------------------- | -------------------------- | ---------- |
| Isère        | Oisans-Romanche | Oisans                 | Allemond                   | 1 001      |
| Isère        | Oisans-Romanche | Oisans                 | Auris                      | 199        |
| Isère        | Oisans-Romanche | Oisans                 | Besse                      | 137        |
| Isère        | Oisans-Romanche | Oisans                 | Clavans-en-Haut-Oisans     | 109        |
| Isère        | Oisans-Romanche | Oisans                 | Huez                       | 1 367      |
| Isère        | Oisans-Romanche | Oisans                 | La Garde                   | 103        |
| Isère        | Oisans-Romanche | Oisans                 | Le Bourg-d'Oisans          | 3 225      |
| Isère        | Oisans-Romanche | Oisans                 | Le Freney-d'Oisans         | 252        |
| Isère        | Oisans-Romanche | Oisans                 | Les Deux Alpes             | 1 925      |
| Isère        | Oisans-Romanche | Oisans                 | Livet-et-Gavet             | 1 265      |
| Isère        | Oisans-Romanche | Oisans                 | Mizoën                     | 197        |
| Isère        | Oisans-Romanche | Oisans                 | Ornon                      | 135        |
| Isère        | Oisans-Romanche | Oisans                 | Oulles                     | 10         |
| Isère        | Oisans-Romanche | Oisans                 | Oz                         | 244        |
| Isère        | Oisans-Romanche | Oisans                 | Saint-Christophe-en-Oisans | 105        |
| Isère        | Oisans-Romanche | Oisans                 | Vaujany                    | 290        |
| Isère        | Oisans-Romanche | Oisans                 | Villard-Notre-Dame         | 25         |
| Isère        | Oisans-Romanche | Oisans                 | Villard-Reculas            | 62         |
| Isère        | Oisans-Romanche | Oisans                 | Villard-Reymond            | 41         |
| Hautes-Alpes | Briançon-1      | Briançonnais           | La Grave                   | 487        |
| Hautes-Alpes | Briançon-1      | Briançonnais           | Villar-d'Arêne             | 330        |
| Total        | Total           | Total                  | Total                      | 10 946     |

#### Linguistique

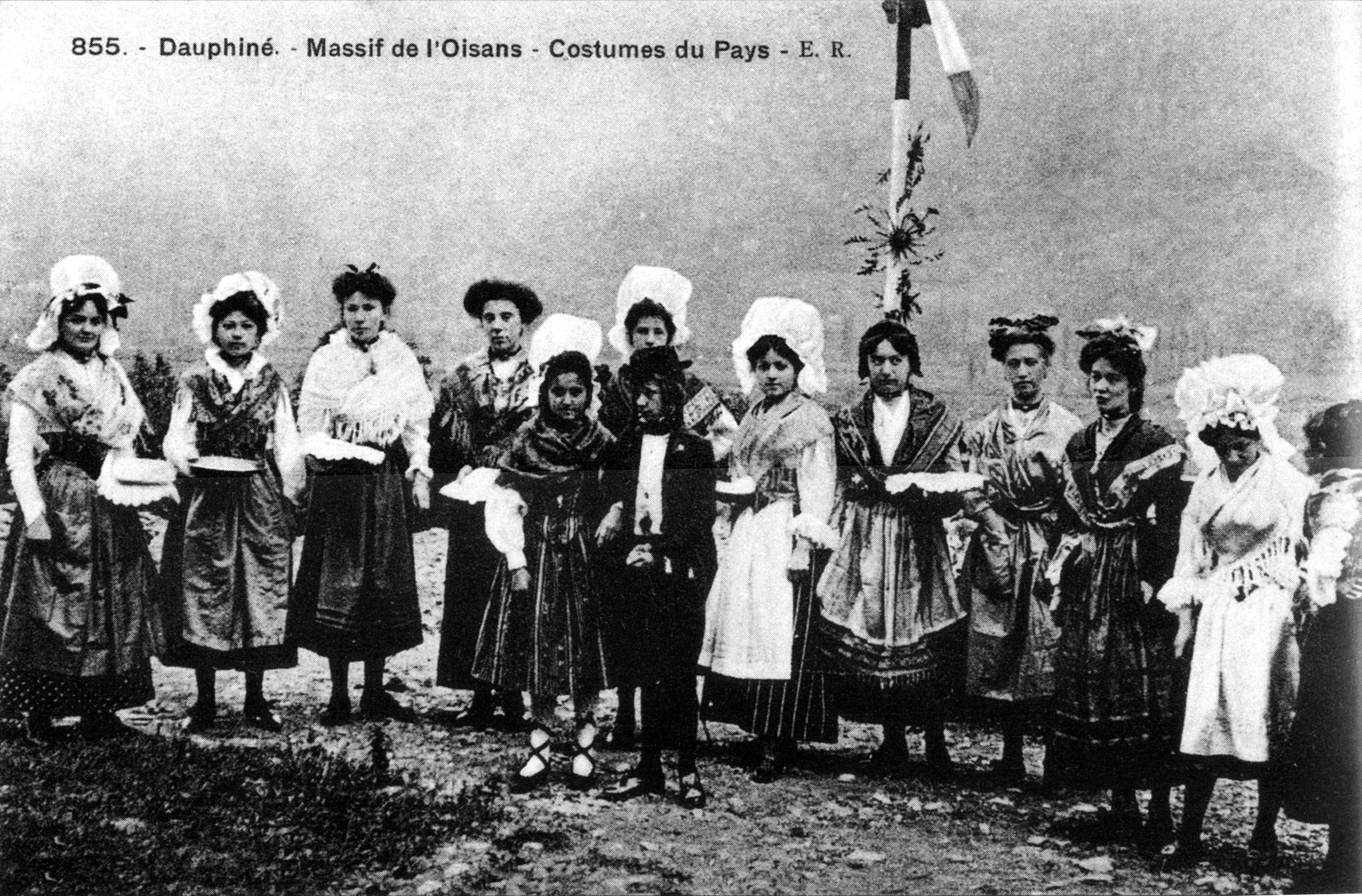
Costumes du pays de l'Oisans au début du XXe siècle.

La région est partagée entre les domaines linguistiques traditionnels du francoprovençal et du nord-occitan. Un atlas linguistique parlant, réalisé par l'université Stendhal de Grenoble présente les parlers de Saint-Christophe-en-Oisans de l'Alpe-de-Vénosc.
Alors que l'occitan du Briançonnais connaît une forte influence francoprovençale, avec une chute ou un amuïssement des consonnes finales, le parler de l'Oisans est plus conservateur (en particulier sur le s du pluriel), à l'instar de l'occitan vivaro-alpin qui les conserve. D'autres traits phonologiques, tels la palatalisation du l et le rhotacisme du n intervocalique (luna > lura en Briançonnais et luro en Oisans) laissent deviner une importante communication vers le Briançonnais, non seulement par le col du Lautaret mais aussi vers Vallouise.

#### Gastronomie
L'Oisans possède quelques spécialités culinaires, parfois adaptées de régions voisines : les ganèfles (pommes de terre râpées, ajoutées d'œuf et pochées à l'eau), les crozets de l'Oisans, les farcis (à base de poireaux, d'épinards ou de bettes), la potée au chou-rave, le gratin dauphinois, la tarte aux myrtilles ou encore le génépi. Certains villages ont des plats ou aliments typiques qui leur sont propres, tels le pain bouilli à Villar-d'Arêne,,. Les compositions de certains plats et leurs noms peuvent également varier d'un village à un autre, et d'une vallée à une autre.

## Histoire

### De la Préhistoire à l'Antiquité
Les traces les plus anciennes d'habitat temporaire en Oisans, découvertes au lac du Poursollet (1 649 m) dans le massif du Taillefer, remontent vers les VIIe-VIe millénaire av. J.-C., au Mésolithique ; elles sont l'œuvre de chasseurs. Si la Révolution néolithique s'accompagne de l'arrivée de paysans dans les vallées de l'Isère, du Drac et de la Durance au Ve millénaire av. J.-C., les alpages de l'Oisans ne conservent aucune trace de domestication, les bergers laissant peu de vestiges. La première trace d'exploitation minière est attestée près de Vaujany, dans les Grandes Rousses, au début du IIe millénaire av. J.-C. et correspond au Bronze ancien ; de la chalcopyrite et de la tétraédrite sont extraites. Un dépôt d'objets en bronze datant du début du Ier millénaire av. J.-C. est retrouvé au-dessus de Villar-d'Arêne, à 1 950 mètres d'altitude. Les preuves les plus anciennes d'habitat permanent ou semi-permanent remontent au VIIIe siècle av. J.-C. avec des artéfacts en terre cuite, en bronze et en cuivre trouvés à Mont-de-Lans et Villard-Notre-Dame, certains importés et mettant en évidence un commerce entre la péninsule italienne et l'Ouest de la France. Par analogie avec la protohistoire en Savoie et dans les Alpes du Sud, ce peuplement accompagne probablement une volonté de trouver des zones de refuge en montagne, autour de places fortes. Les tombes du Hallstatt, entre les VIIe et IIIe siècles av. J.-C., témoignent d'une forte prospérité et d'une certaine technicité dans la production de bijoux. En revanche, durant La Tène, le commerce laisse peu de vestiges, notamment par rapport à la Maurienne voisine.

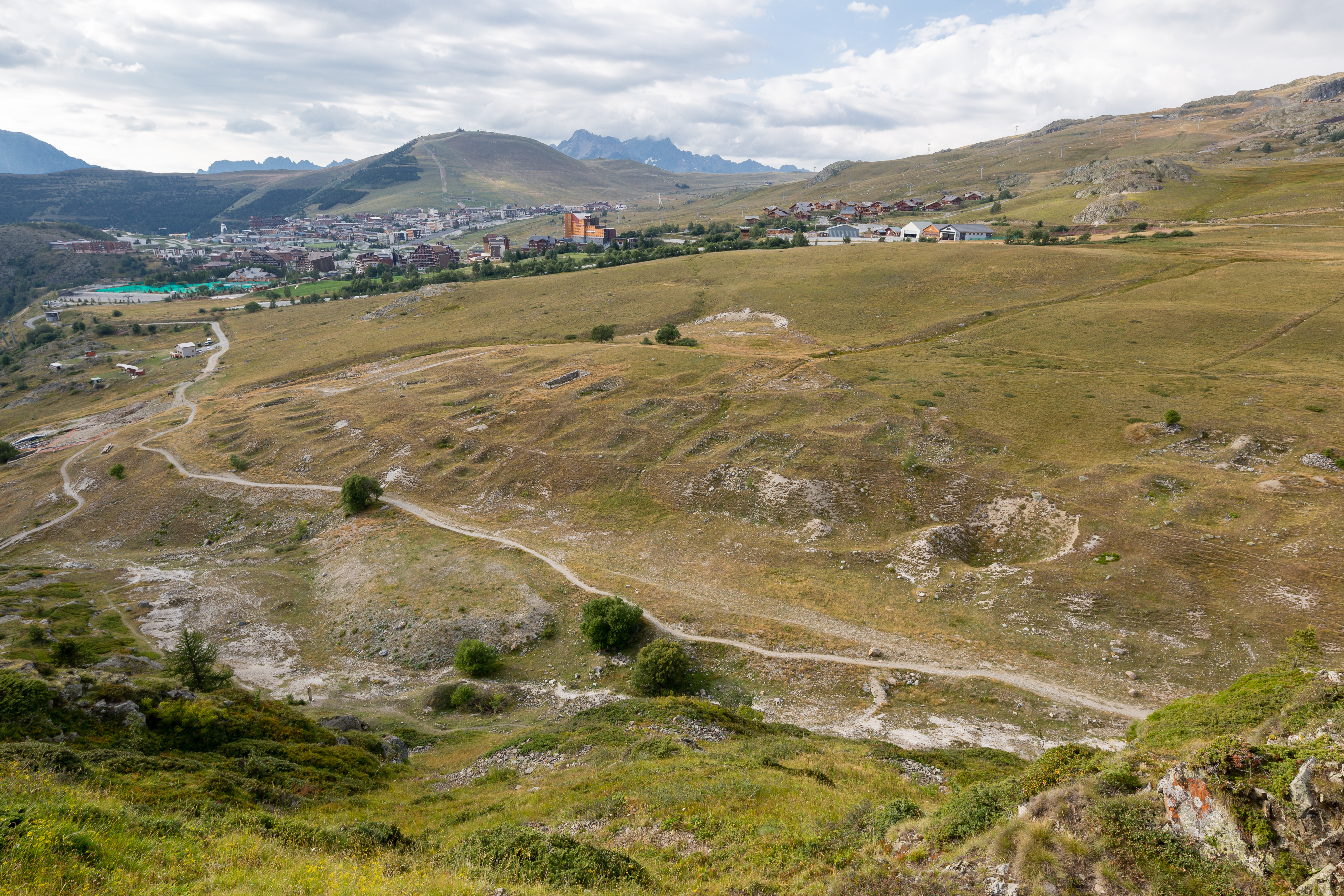
Vue sur les vestiges de l'ancien village minier de Brandes à l'Alpe d'Huez (en arrière-plan).

Avant la conquête romaine, l'Oisans est habité par les Ucènes (en latin : Ucennii), peuple celto-ligure indépendant des Alpes qui contrôle la voie commerciale, du col du Lautaret, et donc vers la plaine du Pô via le col de Montgenèvre. Ils établissent des relations commerciales avec le peuple gaulois des Allobroges. Leur frontière est matérialisée au poste nommé Fines, à Gavet. Sous l'Empire romain, l'ancienne voie est aménagée pour en faire l'axe de communication carrossable le plus court entre les cités antiques de Rome et de Lyon, via Grenoble et Vienne. Au hameau de Bons, à Mont-de-Lans, se trouvent encore les vestiges d'une porte sur le chemin romain. Le cuivre, le fer et, dans une moindre quantité, l'or et l'argent sont exploités. À la mine de Brandes, à l'Alpe d'Huez, est édifié un fortin pour protéger l'accès par la voie romaine.

### Du Moyen Âge à l'époque moderne

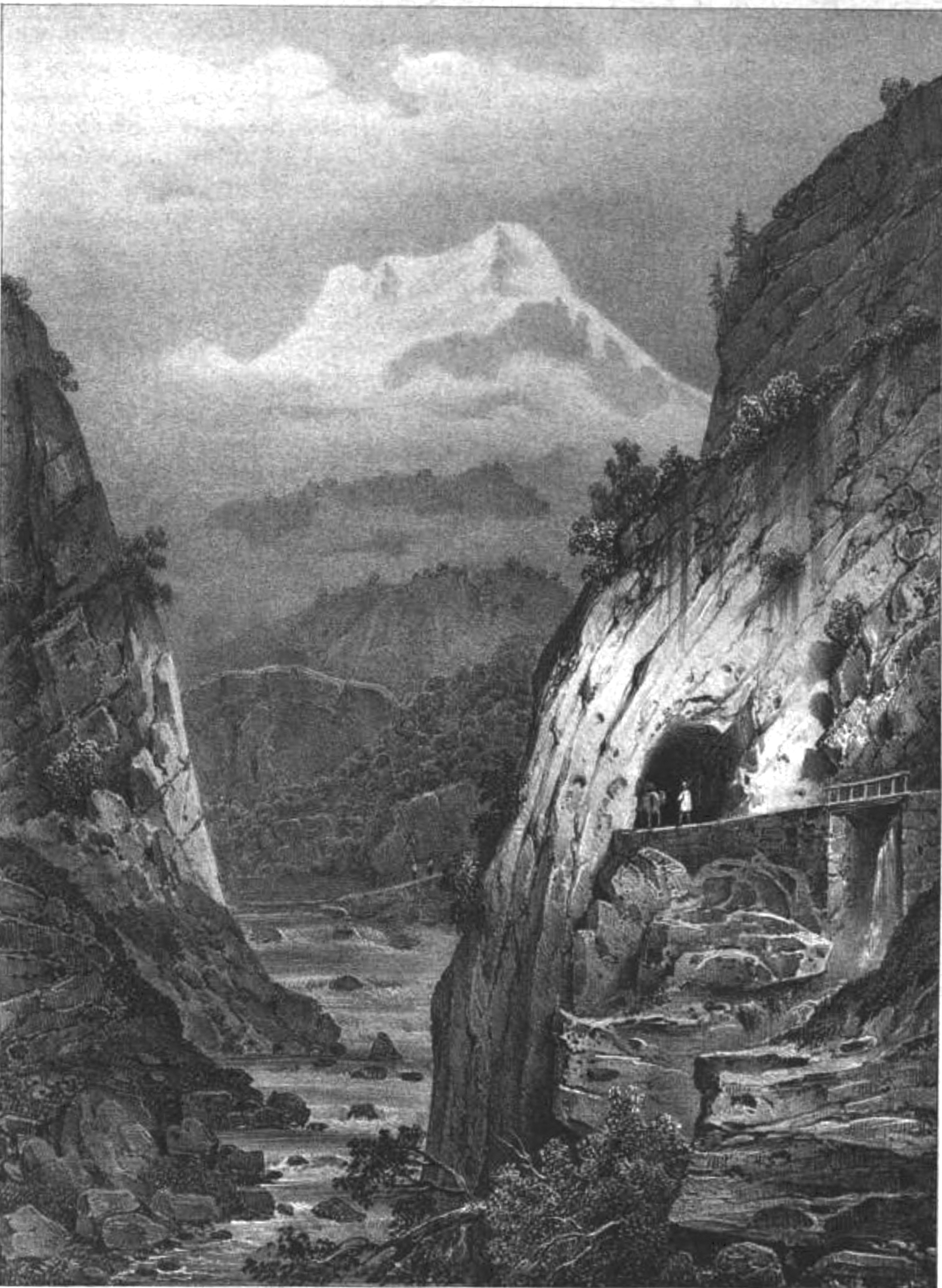
Route de Briançon par le Bourg-d'Oisans.

Au haut Moyen Âge, le centre stratégique de la vallée est probablement le castrum Sageti, ou château du Fayet, sur l'actuelle commune de La Garde ; elle est le siège d'une paroisse. L'Oisans est alors une possession du comté de Grenoble puis du comté d'Albon. La plaine d'Oisans est alors en partie occupée par le lac Saint-Laurent, que les voies de communication contournent ; il est par moments navigable et possède un port, son niveau et son étendue changeant au fil des siècles.

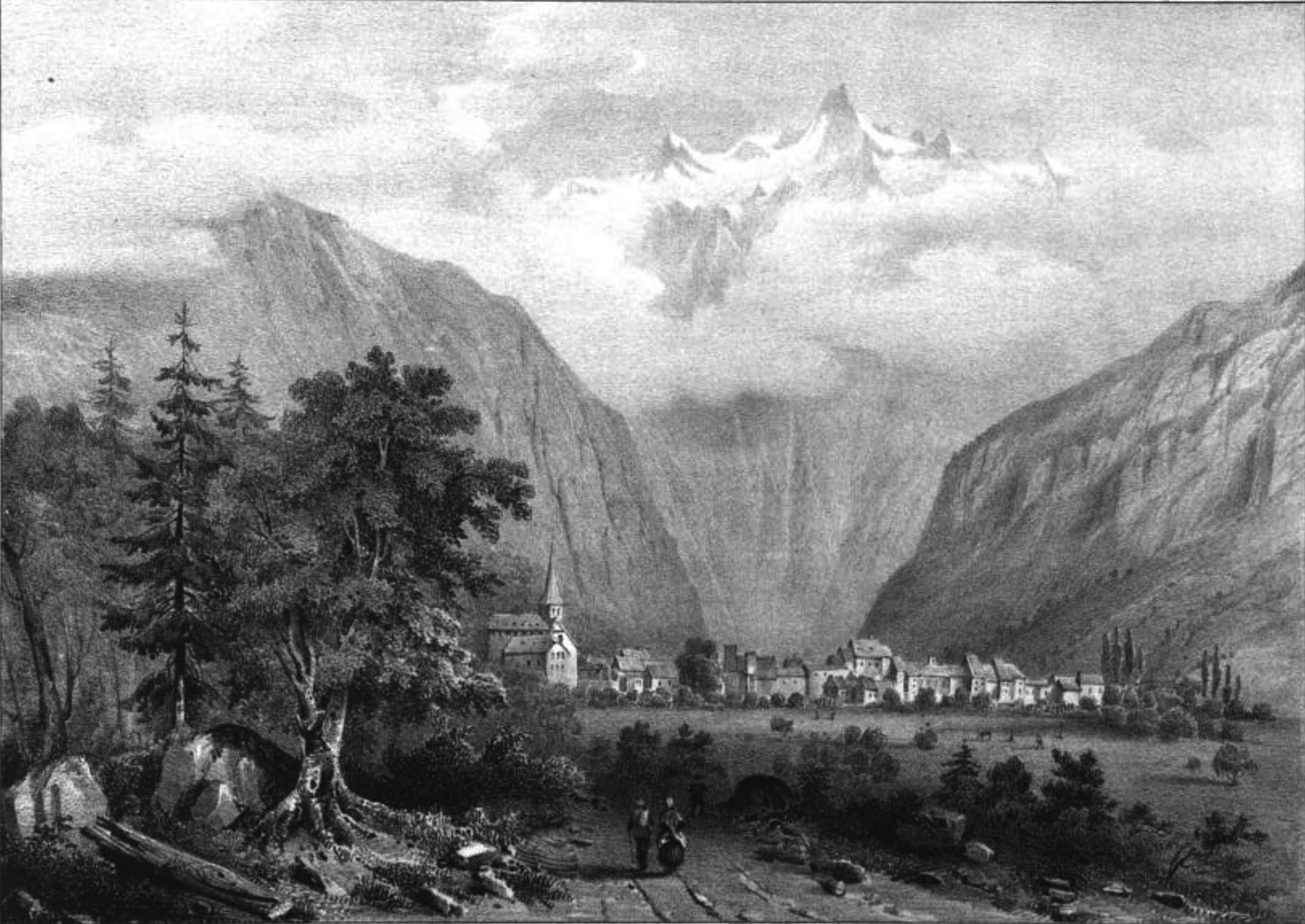
Représentation du Bourg-d'Oisans vers le début du XIXe siècle.

Au XIe siècle, un prieuré existe au Bourg-d'Oisans, alors appelé Saint-Laurent-du-Lac, appartenant au diocèse de Grenoble. Un château y est construit au XIIe ou au XIIIe siècle. En 1219, la rupture du barrage naturel formé par les cônes torrentiels de la Vaudaine et de l'Infernet,, à Livet, provoque l'inondation de Grenoble, mais la plaine du Bourg-d'Oisans est ainsi vidangée, bien qu'elle continue épisodiquement à être inondée au gré des crues, des alluvions et des endiguements jusqu'au XVIIe voire au XVIIIe siècle,,. Sur ce sol rendu cultivable, le village devient le chef-lieu du mandement de l'Oisans, le plus vaste du Dauphiné de Viennois puis de la province du Dauphiné, et le demeure jusqu'à la fin de l'Ancien Régime. Le dauphin prélève l'impôt, dont la taille et la corvée royale, et exerce la justice. Un péage est établi en 1339.
L'Oisans connaît alors une situation autonome relativement comparable à celle des Escartons de Briançonnais. Le territoire est divisé en dix-neuf communautés, du fait de sa situation géographique isolée et de sa difficulté d'accès depuis les basses vallées. Oulles a toutefois fait partie un temps du mandement de Séchilienne, alors que le Rivier-d'Allemont a fait partie de la seigneurie de Theys. Après la Révolution française, les communes de La Grave et de Villar-d'Arêne réclament leur rattachement aux Hautes-Alpes en espérant bénéficier ainsi du statut avantageux des Escartons, mais leurs privilèges sont rapidement abolis.

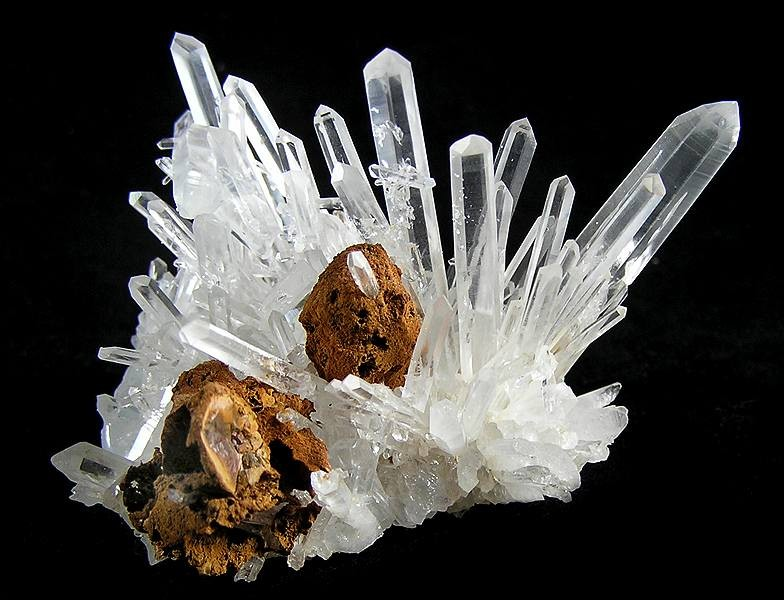
Spécimen de quartz de la mine de la Gardette à Villard-Notre-Dame.

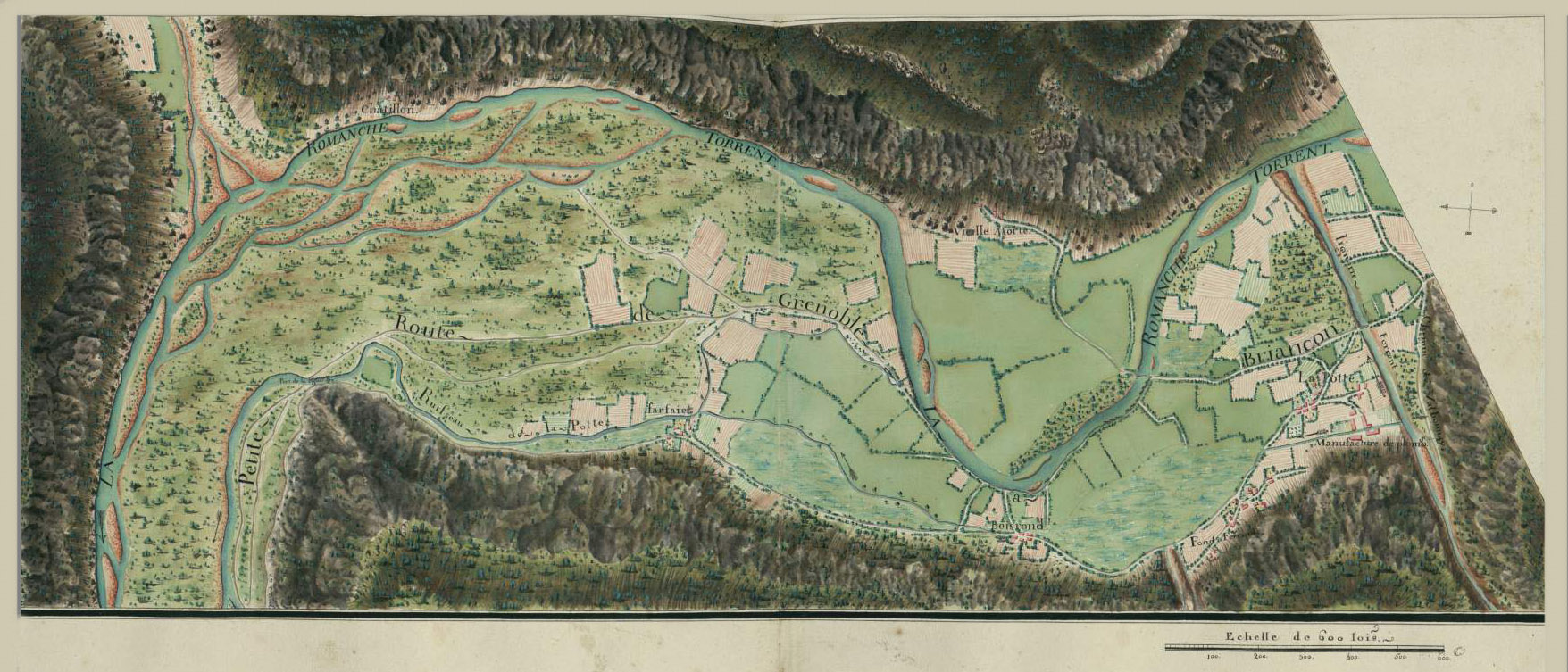
Extrait de l'Atlas de Trudaine (fin XVIII) faisant apparaître la partie ouest de la plaine du Bourg-d'Oisans, avec le tracé de la route de Grenoble à Briançon et la Romanche.

Du XIVe au XVe siècle, l'exploitation minière assure le développement de l'Oisans : argent à Brandes, Saint-Christophe-en-Oisans, Ornon et l'Alpette à Oz, plomb à Villar-d'Arène, Vénosc, Ornon, Bourg-d'Oisans, la combe de Malleval à La Grave, l'Alpette et Articol à Allemond, cuivre à Villar-d'Arène, Cuculet à Mont-de-Lans, l'Alpette, les Petites Rousse à Oz et l'Armentier à La Garde, du fer à Vénosc, l'Armentier et Articol, du charbon à Vénosc et Cuculet, de l'ardoise à Ornon. Avec la découverte d'or parmi des cristaux de roche à la Gardette, à Villard-Notre-Dame, en 1717, puis d'argent aux Chalanches, à Allemond, à partir de 1767, les sites rouvrent pendant un temps. Finalement, l'exploitation pour les collectionneurs de minéraux de quartz, mais également de galène et de chalcopyrite, s'avère plus lucrative et se prolonge au XIXe siècle. Du nickel et du cobalt sont tardivement extraits des déchets miniers.
Le Dauphiné est une terre où la Réforme protestante a trouvé un écho favorable dès le XVIe siècle et l'Oisans comporte plusieurs temples protestants. Le territoire connaît les guerres de Religion et, à la suite de la révocation de l'édit de Nantes en 1685 par le roi Louis XIV et aux persécutions et dragonnades, de nombreux habitants sont obligés de se convertir au catholicisme tandis que d'autres huguenots fuient en exil malgré la traque dont ils font l'objet.

### Époque contemporaine

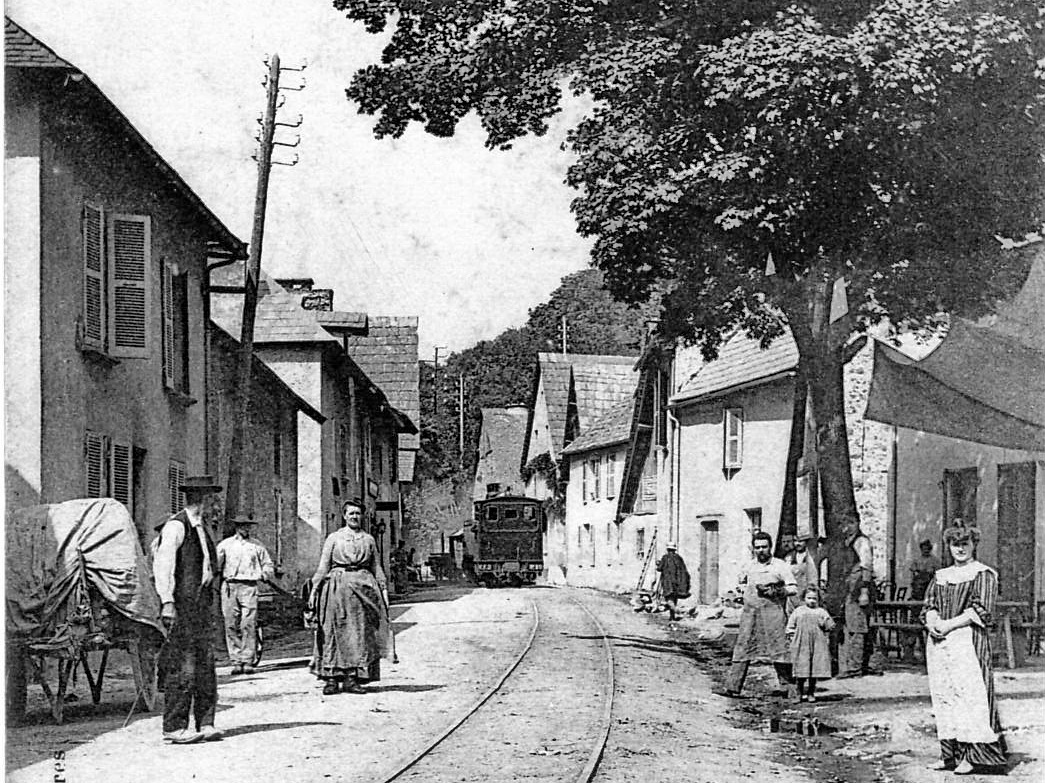
Détail d'une carte postale ancienne éditée par Duse Frères : Gavet - Entrée du village (avant 1914).

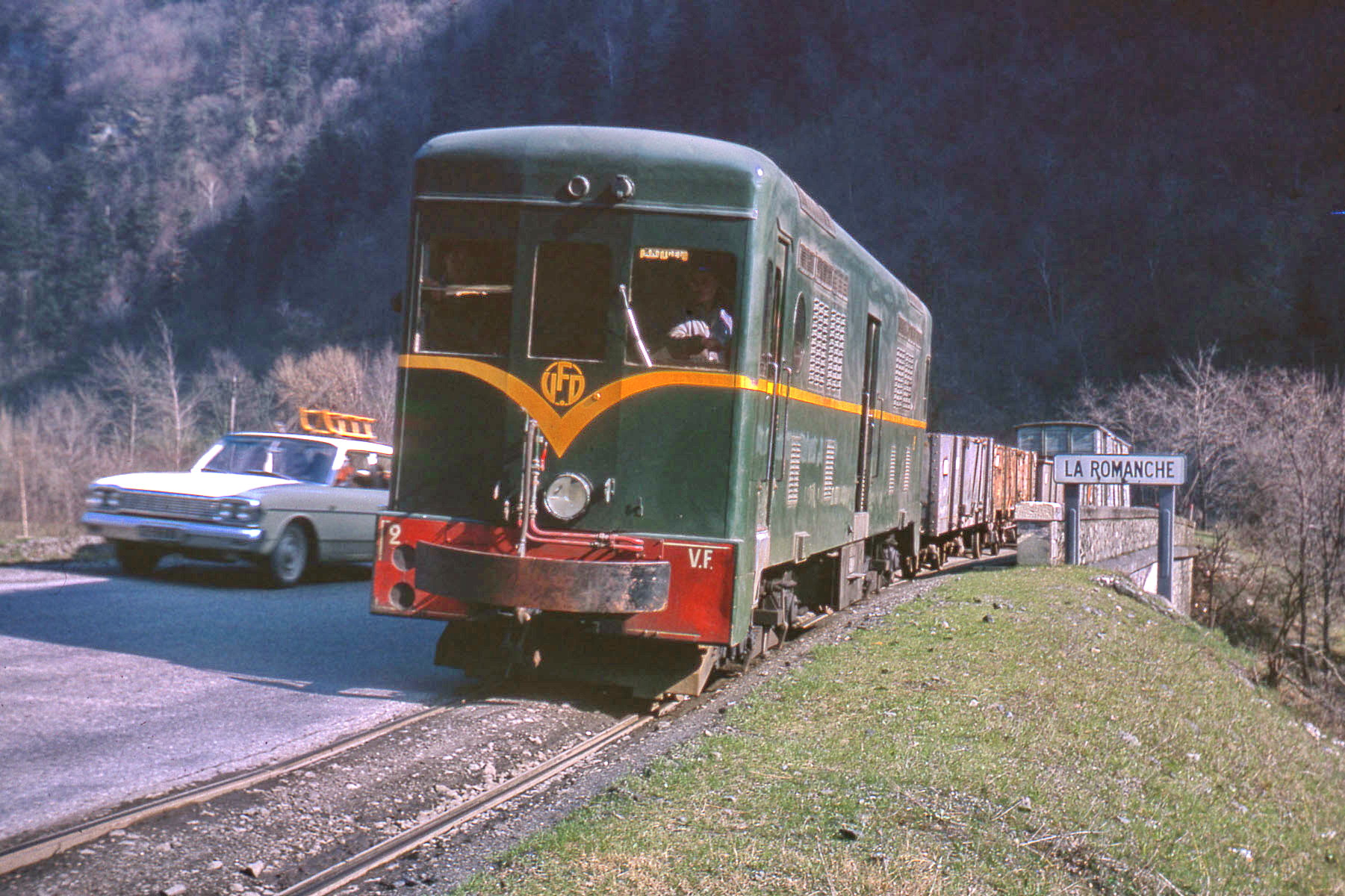
Vue du locotracteur VFD traversant la Romanche en 1964.

Une fabrique de toile de coton s'installe au Bourg-d'Oisans au début du XIXe siècle, puis deux filatures de soie en 1870 et 1884,. De plus, 17 ardoisières, 21 scieries mécaniques et 31 moulins ou meule sont dénombrés dans son canton. Toutefois, l'industrie se développe réellement au cours du XXe siècle avec l'apparition de la houille blanche,. Des usines d'hydroélectricité, dont sept rien qu'à Livet-et-Gavet,, alimentent des industries de papeterie,, d'électrochimie, d'électrométallurgie,,, et de production d'obus se développent, principalement dans la Basse Romanche sur la commune de Livet-et-Gavet, créant ainsi tout au long de la vallée une véritable cité industrielle symbolisée par la centrale des Vernes de Charles Albert Keller. Le barrage du Verney est construit dans ce contexte et exploité par la Société hydroélectrique de l'Eau d'Olle fondée en 1907. Au fil du temps, une importante main-d'œuvre venue d'Italie, de prisonniers de guerre allemands, de travailleurs chinois, d'exilés soviétiques, polonais, roumains, yougoslaves, albanais, bulgares et tchécoslovaques, de réfugiés italiens et espagnols fuyant le fascisme, et enfin d'immigrés algériens et portugais est employée. De nombreux logements sont construits dès le milieu des années 1920 et sont accompagnés d'une politique sociale. Si le trafic par le col du Lautaret dans la Haute Romanche diminue fortement dès 1884 par l'ouverture de la ligne de Veynes à Briançon couplée à la ligne des Alpes, le transport des hommes, des matériaux et des matières premières dans la Basse Romanche est en revanche facilité par la mise en service, en 1893-1894, de la ligne de Jarrie au Bourg-d'Oisans. Toutefois, après la Première Guerre mondiale, cette dernière requiert d'importants travaux et, avant la Seconde Guerre mondiale, elle est déjà concurrencée par les camions. Son exploitation cesse progressivement à partir de 1946. Le barrage du Chambon est mis en service en 1935 et associé à celui du Clapier pour la restitution des eaux de la Romanche en aval. Plusieurs hameaux sont engloutis lors de la mise en eau. Bon nombre des usines ferment à partir des années 1970. Le barrage de Grand'Maison est mis en service en 1988 et couplé à celui du Verney pour constituer une station de pompage-turbinage et la plus puissante centrale hydroélectrique de France.

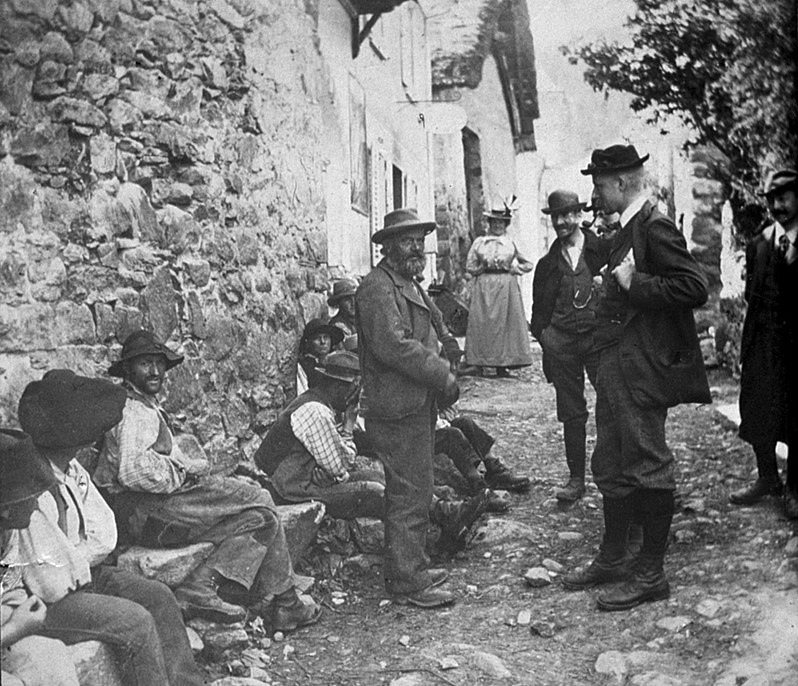
Emmanuel Boileau de Castelnau et Pierre Gaspard (avant 1923).

Le XIXe siècle a aussi vu l'essor de l'alpinisme dans le massif des Écrins, avec la conquête de nombreux sommets. Des alpinistes de renom parcourent les montagnes. Le 16 août 1877, Pierre Gaspard (dit « Gaspard de la Meije »), un guide issu de Saint-Christophe-en-Oisans, son fils et Emmanuel Boileau de Castelnau réalisent la première ascension de la Meije. Le hameau de La Bérarde, au cœur du massif des Écrins, est pendant plusieurs décennies un haut lieu de l'alpinisme ; en 1950, il est encore cité comme « second centre français de l'alpinisme » après Chamonix.
Au cours de la Seconde Guerre mondiale, l'Oisans, à l'instar du Vercors, devient un haut-lieu de la résistance intérieure française face à l'occupation nazie. Il constitue le premier des six secteurs de l'Armée secrète dans le département, lui-même divisé en trois sous-secteurs : Grenoble, Basse Romanche et Uriage. En février 1943, le capitaine André « Lanvin » Lespiau est affecté à Jarrie avec la 14e compagnie indochinoise (travailleurs ou tirailleurs) du 1er sous-groupement du 1er des Groupements militaires d'indigènes coloniaux rapatriables. Le commandant « Sylvain » de Reyniès, alors chef militaire départemental de l'Isère, lui confie aussitôt le sous-secteur de la Romanche puis, en décembre de la même année, le secteur entier. Il est rejoint par de nombreux Africains venus des colonies françaises, et d'étrangers,, en plus des jeunes français fuyant le service du travail obligatoire. Le maquis mène des actions de guérilla,. À l'été 1944, il compte plus de 1 500 hommes, mais, par sa connaissance du terrain et ses actions rapidement menées, Lanvin parvient à faire croire aux Allemands, prudents, que les effectifs sont dix fois plus nombreux. Toutefois, fin juillet, le maquis du Vercors tombe et les Allemands encerclent puis, début août, envahissent l'Oisans par ses cols. L'hôpital chirurgical des Forces françaises de l'intérieur à L'Alpe-d'Huez est évacué et les blessés sont pourchassés. Toutefois, le 15 août, le débarquement de Provence contraint les Allemands à se replier ; plusieurs centaines d'entre eux sont encerclés et faits prisonniers à Vizille par la contre-attaque des maquisards. Lanvin donne l'ordre aux résistants grenoblois de participer à la libération de leur ville, qui est effective le 22 août,.

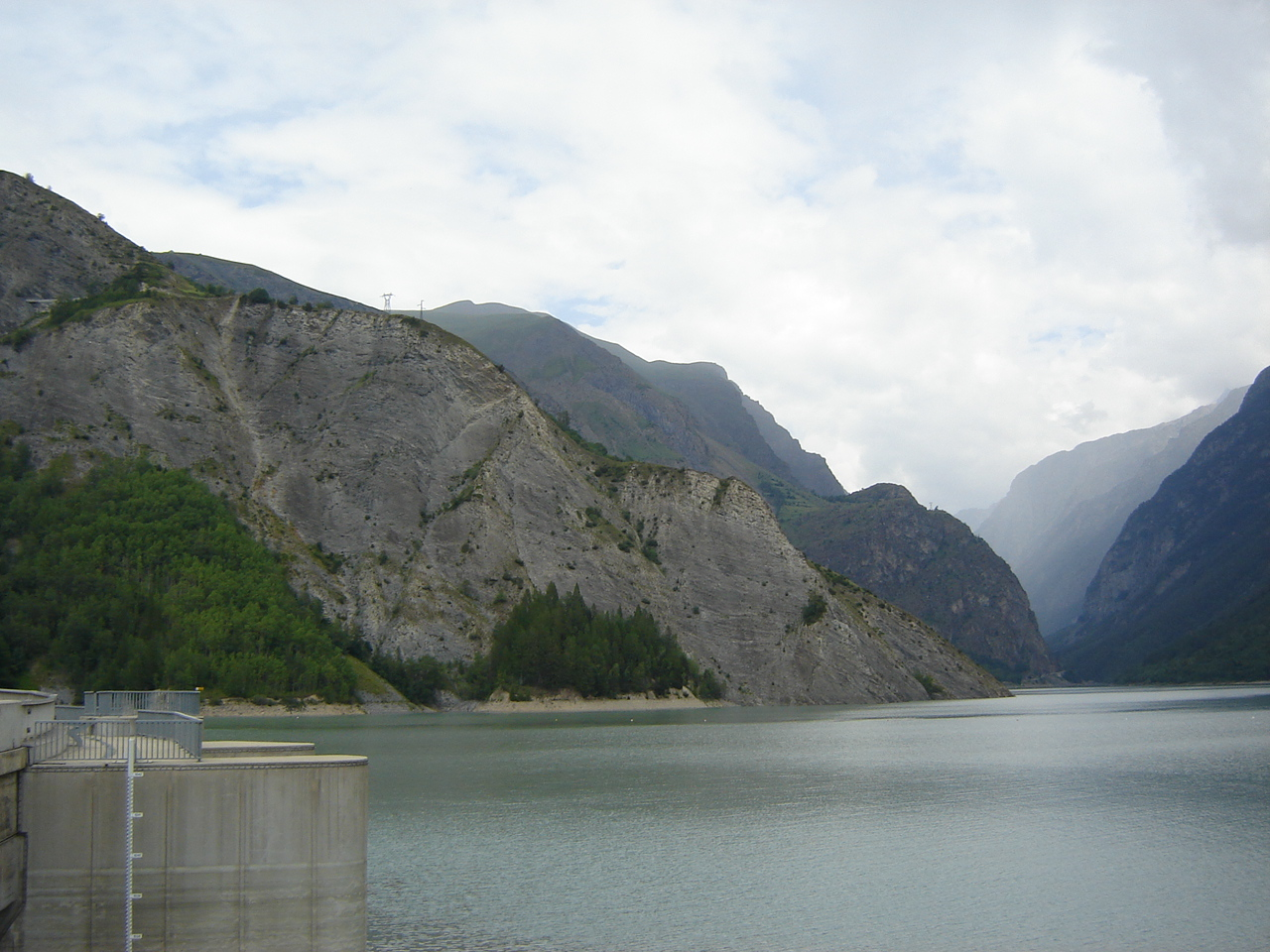
Vue depuis le barrage du Chambon vers l'est sur le lac de retenue et l'éperon rocheux que traverse le tunnel, à l'arrière duquel se produit le glissement de terrain.

Début 2015, une partie de l'éperon rocheux surplombant le tunnel du Chambon, construit en 1935, sur la route départementale 1091, est sujette à un glissement de terrain qui met en péril l'intégrité physique du tunnel avec des déformations, des affaissements de la chaussée et l'effondrement d'une partie de la voûte, ce qui oblige les autorités locales à fermer la route le 10 avril. Pour un temps, il n'existe aucun itinéraire secondaire, ce qui coupe la Haute Romanche, en premier lieu les villages de La Grave et Villar-d'Arêne, du reste de la vallée et de l'agglomération grenobloise, mettant en péril son économie touristique. Cela perturbe également le trafic depuis l'Italie. Des déviations de plusieurs heures par d'autres routes sont conseillées, et une liaison fluviale est mise en place dans l'urgence sur le lac du Chambon alors que des travaux de consolidation du tunnel sont engagés. Ces derniers sont rapidement interrompus, après qu'il a été démontré que le mouvement géologique est d'une ampleur nécessitant la dérivation complète du tunnel. Le tracé de la 20e étape du Tour de France 2015, initialement prévu pour passer par le tunnel, est modifié à cause de la fermeture de la route, sa réouverture étant impossible avant le déroulement de l'épreuve cycliste,. En novembre 2015, la route de secours 1091 est ouverte sur l'autre rive du lac, sur le tracé d'une piste forestière modifiée dans l'urgence. Cette route étroite est conçue pour la desserte locale et soumise à une réglementation spécifique. Les travaux de percement du tunnel de dérivation, menés par le département de l'Isère, commencent en mai 2016. Ce tunnel de dérivation est creusé plus profondément dans la montagne et permet d'éviter la zone fragilisée. À l'hiver 2016-2017, a lieu une réouverture temporaire du tunnel, encore en travaux, afin de permettre le passage des automobiles pour la saison de sports d'hiver, la route de secours étant close pendant cette période. La fin des travaux et l'ouverture définitive du tunnel ont eu lieu le 15 décembre 2017.

## Activités

### Tourisme

#### Activités sportives

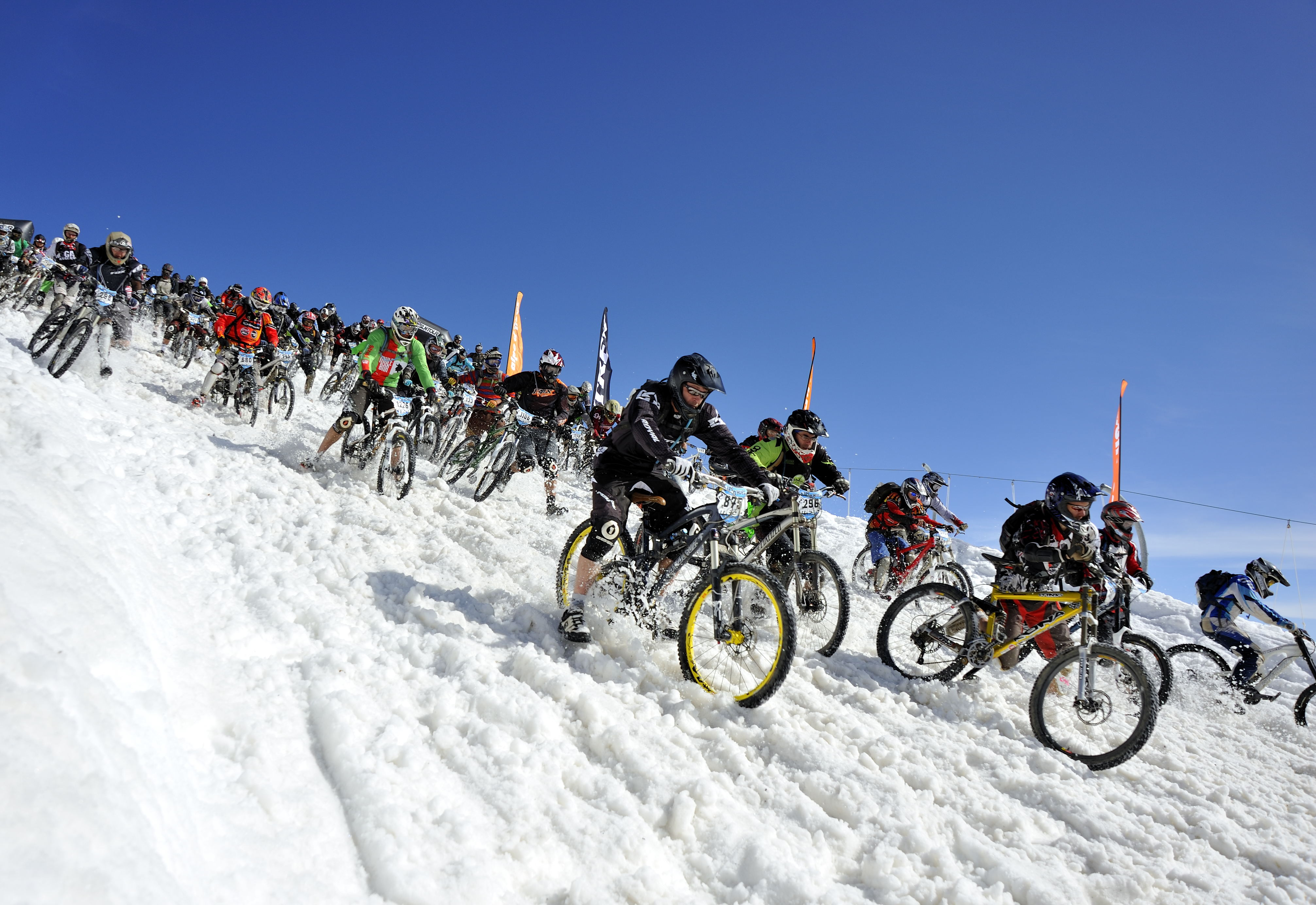
Départ de la Mégavalanche de l'Alpe d'Huez en 2010, une épreuve d'enduro à VTT.

L'Oisans est une région très touristique, autant dans le domaine des sports d'hiver que des sports d'été. Il est traversé par deux sentiers de grande randonnée dont une partie du tracé passe dans le Briançonnais : le GR 50, pour une boucle large de près de 380 kilomètres, et le GR 54, pour une boucle plus serrée d'environ 180 kilomètres à l'intérieur du parc national des Écrins, ; ils possèdent plusieurs variantes. L'escalade, la via ferrata, l'alpinisme, le vélo tout terrain, différents sports en eau vive, le parapente, la course d'orientation, l'accrobranche, la luge d'été, le golf, l'équitation ou encore la pêche sont également pratiqués. L'Oisans accueille régulièrement le Tour de France ainsi que nombre de manifestations sportives importantes à l'échelle européenne : Supermotard, fête de la moto, trophée Andros, critérium du Dauphiné, mondial du snowboard, ou encore le mondial du ski.
Les stations de sports d'hiver de l'Oisans sont regroupées en quatre domaines : Alpe d'Huez Grand Domaine Ski est composé de l'Alpe d'Huez, Auris-en-Oisans, La Garde-en-Oisans, Oz-en-Oisans, Vaujany et Villard-Reculas pour une variété de 250 kilomètres de pistes de ski alpin et de 55 kilomètres de ski nordique ; les Deux Alpes sont reliées à Mont-de-Lans et Venosc et proposent un dénivelé de 2 300 mètres à partir du glacier de Mont-de-Lans ; La Grave - la Meije est principalement tournée vers le hors-piste ; enfin, la station du Col d'Ornon, sur la commune d'Ornon (le col lui-même se trouvant à Chantelouve), est une petite station familiale disposant de quatre pistes de ski alpin, de 21 kilomètres de pistes de ski de fond et de circuits de raquette à neige. L'escalade glaciaire et le traîneau à chien peuvent également être pratiqués en hiver.

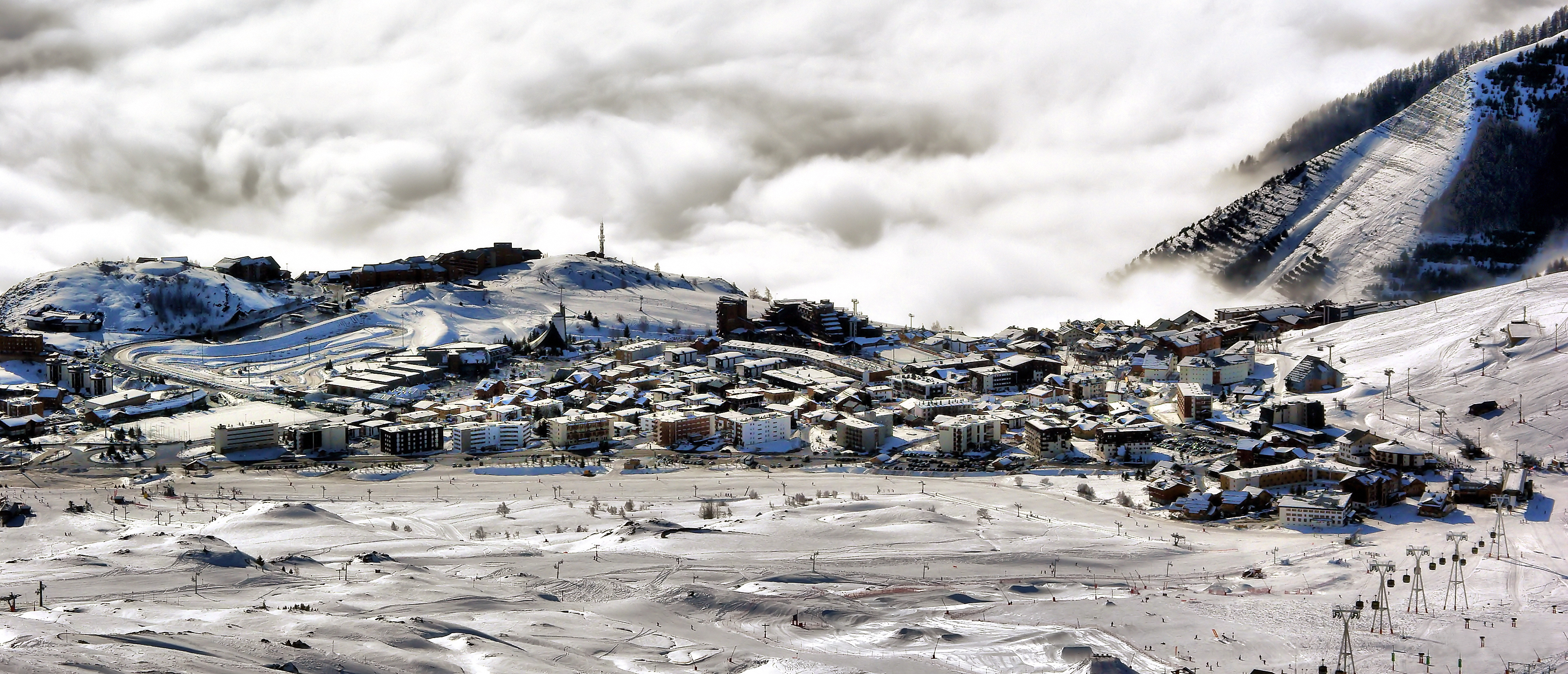
Vue de l'Alpe d'Huez et du bas de son domaine skiable.

#### Tourisme culturel
L'Oisans possède un patrimoine culturel marqué par la montagne. La vie de ses habitants au cours des siècles passés a fait l'objet de recherches et de plusieurs ouvrages érudits. De nombreux bâtiments anciens, dont certains classés, comme l'église Notre-Dame-de-l'Assomption de La Grave qui est incluse dans un ensemble religieux classé monument historique, font également partie de ce patrimoine, qui peut être visité.
En outre, l'Oisans compte plusieurs musées dont celui des plantes et hommes de montagne et celui des minéraux et de la faune au Bourg-d'Oisans, celui de la Romanche à Livet-et-Gavet, celui consacré au bouquetin des Alpes et à Trafford Leigh-Mallory à Allemond, celui des traditions et des arts à Mont-de-Lans, celui consacré à l'hydroélectricité à Vaujany, celui de l'alpinisme à Saint-Christophe-en-Oisans, celui de la mine en Oisans à l'Alpe d'Huez et la galerie de l'Alpe au col du Lautaret,. D'autres lieux à visées culturelles existent, tel le jardin alpin botanique du col du Lautaret.
Plusieurs festivals sont traditionnellement organisés, essentiellement en été. Certains ont une renommée nationale, voire internationale, comme le festival de musique contemporaine Messiaen au pays de la Meije, et le festival international du film de comédie de l'Alpe d'Huez.

### Agriculture

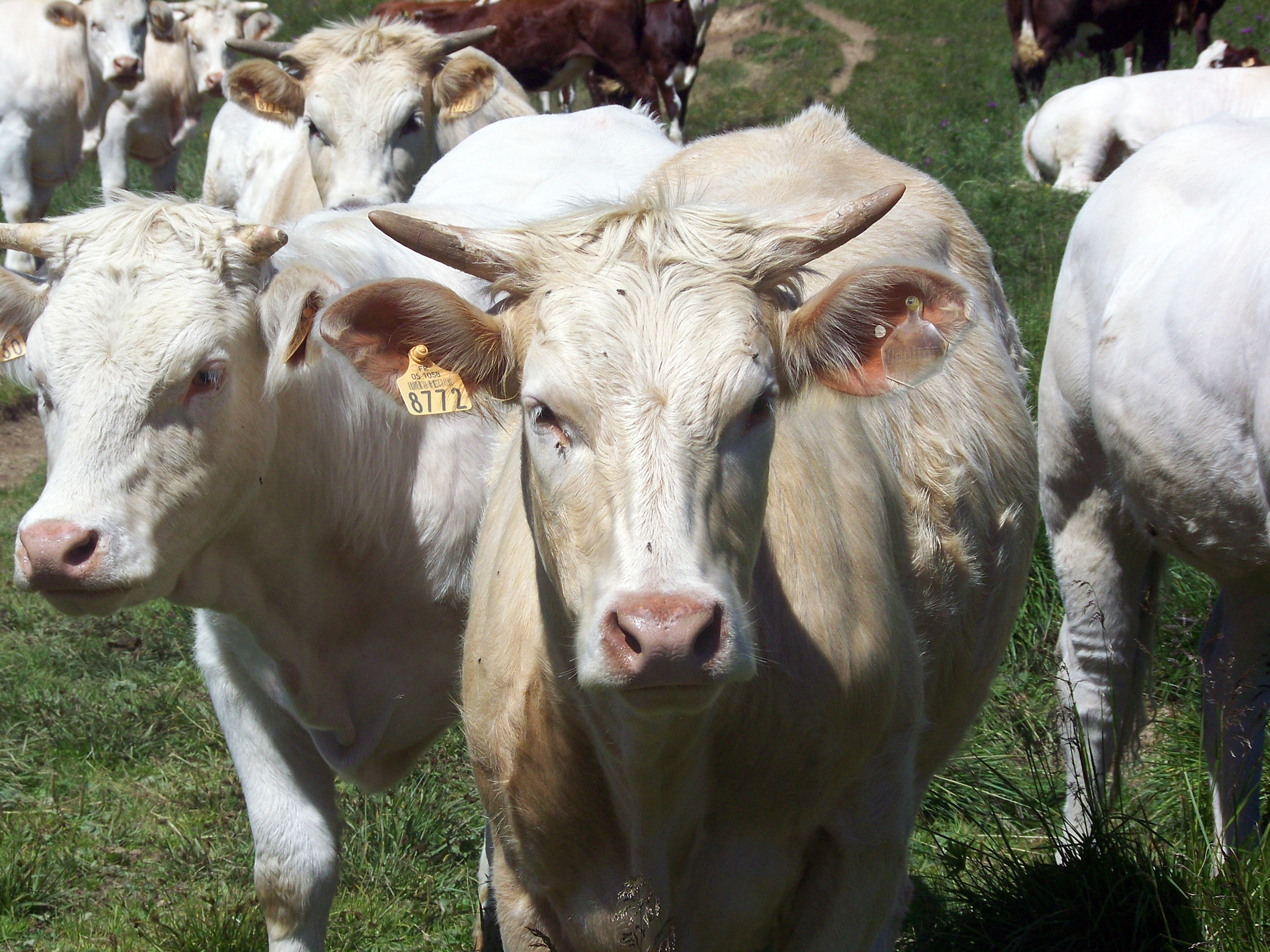
Vaches sur le plateau d'Emparis.

Après être passée d'une production dominée par la culture (seigle, pomme de terre, avoine, orge, froment) à celle de l'élevage (pâturage, pré de fauche) entre les années 1820 et les années 1860, l'activité agricole sur le territoire a subi un fort déclin dans la seconde moitié du XXe siècle par l'effet combiné de la mécanisation et de l'exode rural qui entraînent un départ de la plupart des agriculteurs et une spécialisation agro-pastorale tournée vers l'exportation de la production herbagère. L'activité est désormais organisée autour d'une association foncière pastorale, qui a redistribué les terres disponibles, et soutenue par l'Association pour la promotion de l'agriculture en Oisans,, si bien que le nombre de producteurs a été multiplié par 2,5 en une quinzaine d'années, avec une moyenne d'âge inférieure à l'échelle nationale. La quasi-totalité de la production est vendue en circuit direct. La viande, principalement d'agneau, de bœuf et de veau, de chevreau, et même de porc et de bison, est issue d'animaux abattus dans un établissement certifié du Bourg-d'Oisans. Les autres marchandises les plus répandues sont les fromages de chèvre, de brebis et de vache, le miel, la charcuterie, des légumes et divers produits de la ferme,.

### Protection environnementale

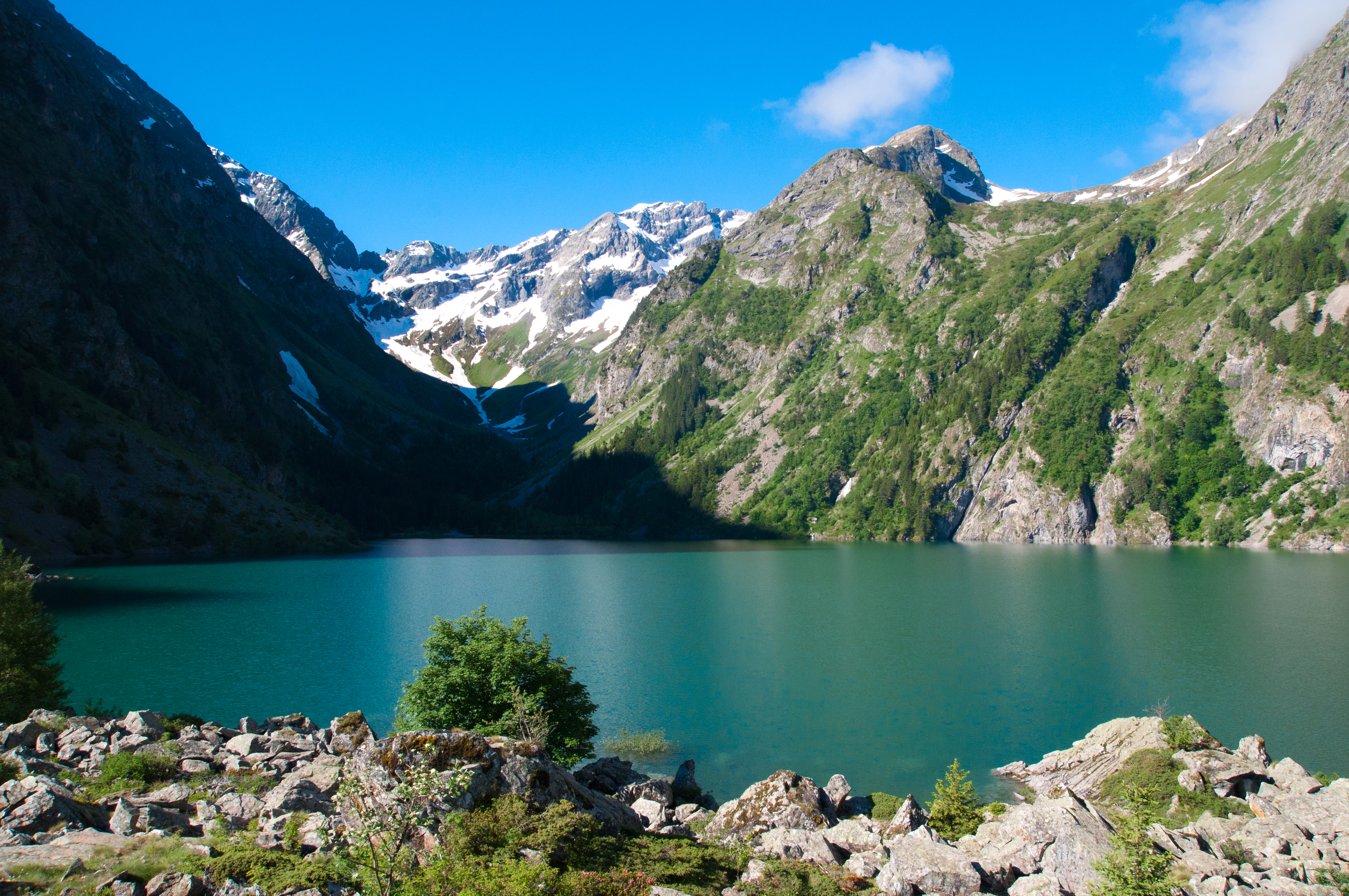
Vue du Lauvitel, objet d'une réserve biologique intégrale.

Une grande partie des versants sud et est de la vallée du Vénéon ainsi qu'une partie de la haute vallée de la Romanche sont protégées au sein du parc national des Écrins, qui a été créé le 27 mars 1973 et s'étend sur près de 92 000 hectares. Au sein de celui-ci, le vallon dit « fond de Lauvitel » est déclaré en réserve biologique intégrale depuis 1995 et interdit d'accès sur ses 689 hectares. Les réserves naturelles nationales de la haute vallée du Vénéon et des Pics du Combeynot sont deux zones tampons du parc des Écrins créées en 1974 et recouvrant le territoire de l'Oisans sur respectivement 62 et 685 hectares. Il existe également plusieurs sites Natura 2000 : le « plateau d'Emparis - Goléon » (7 439 ha), le « Combeynot - Lautaret - Écrins » (9 924 ha), les « landes, tourbières et habitats rocheux du massif du Taillefer » (3 697 ha), les « marais à laîche bicolore, prairies de fauche et habitats rocheux du vallon du Ferrand et du plateau d'Emparis » (2 412 ha), la « plaine de Bourg d'Oisans et ses versants » (3 473 ha), le « massif de la Muzelle » (16 896 ha) et enfin, au titre de la directive oiseaux, « les Écrins » sur le territoire du parc national. Le jardin botanique du col du Lautaret (moins de 2 ha, classé en 1934), le plateau d'Emparis (2 900 ha, 1991), le glacier et le lac des Quirlies (531 ha, 1990), le lac Blanc (14 ha, 1911), les lacs des Petites Rousses (193 ha, 1991), le Plan des Cavalles (1 157 ha, 1991) et enfin le massif de l'Étendard, le col du Glandon, les aiguilles de l'Argentière et leurs abords (3 500 ha, 2008) sont des sites classés.
La vallée abrite de plus les zones naturelles d'intérêt écologique, faunistique et floristique (ZNIEFF) de type II des « adrets de la Romanche », qui s'étend sur 2 384 hectares, et du « plateau d'Emparis - combe de Malaval », sur 3 154 hectares, ainsi qu'une partie des ZNIEFF du « massif de l'Oisans », qui s'étend sur 64 316 hectares, de l'« ensemble formé par le massif du Taillefer, du Grand Armet et du Coiro », sur 19 034 hectares, du « massif de Belledonne et [de la] chaîne des Hurtières », sur 70 157 hectares, du « massif des Grandes Rousses », sur 31 889 hectares, des « vallons du Gâ, de Martignare et du Goléon - adret de Villar-d'Arêne, du Lautaret et du Galibier », sur 9 848 hectares et de la « partie nord-est du massif et du parc national des Écrins - massif du Combeynot - massif de la Meije orientale - Grande Ruine - montagne des Agneaux - haute vallée de la Romanche », sur 18 697 hectares. Elles incluent elles-mêmes un grand nombre de ZNIEFF de type I.

## Dans la culture
Victor Cassien (1808-1893), lithographe, graveur, dessinateur et photographe, illustre le village de Livet pour l'ouvrage de Victor Cassien et Alexandre Debelle, Album du Dauphiné, ou recueil de dessins, de sites, villes, bourgs, églises, châteaux et portraits, Grenoble, Prudhomme, 1835, tome I. Laurent Guétal (1841-1892), peintre, peint plusieurs paysages de l'Oisans, comme La Bérarde en Oisans et La vallée du Vénéon à Bourg d'Aru. Ernest Victor Hareux (1847-1909), peintre paysagiste, peint notamment l'huile sur toile La Romanche à Livet. La vallée du Vénéon est représentée sur deux toiles du peintre paysagiste grenoblois Charles Bertier (1860-1924), une de 82 × 54 cm intitulée Gorges du Veinéon (Oisans) et la seconde de 320 × 200 cm intitulée Vallée du Vénéon à Saint-Christophe-en-Oisans. L'église de ce village est représentée sur la peinture à l'huile sur panneau de 61 × 50 cm de Francis Cariffa (1890-1975) intitulée St. Christophe en Oisans, Dauphiné. Charles Bertier peint également de nombreuses autres œuvres consacrées à l'Oisans, dont Vallée de la Romanche au Pied-du-Col, sur une toile de 55,5 × 38,5 cm, en 1894, Les Fréaux près de La Grave, en 1894 également, La Meije et le Pont Maurian à la Grave-Htes Alpes, (huile sur toile, 116 × 81 cm), La Meije vue du Chazelet ou encore La Meije vue du hameau, les Terrasses (La Grave). Maxime Maufra (1861-1918), peintre, graveur et lithographe, peint Pics éclairés du Bourg d'Oisans, Isère, le soir, sur un panneau de 81 × 65 cm, en 1904. En 1858, le peintre paysagiste Paul Huet, lors d'un de ses voyages, réalise une aquarelle Vue sur la montagne à Oisans (Isère), conservée au Metropolitan Museum à New York.

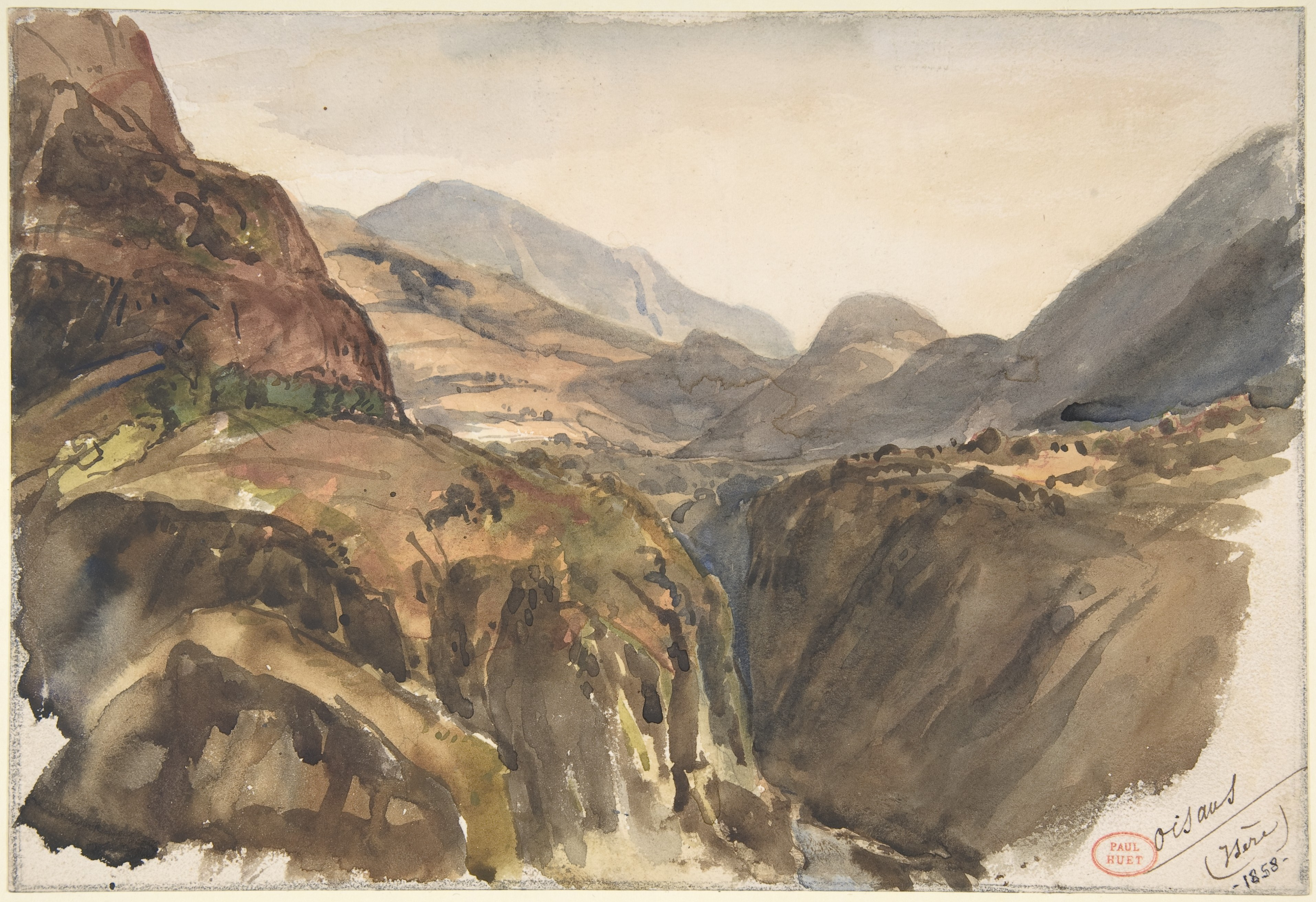
Oisans (Isère), aquarelle de Paul Huet, 1858.
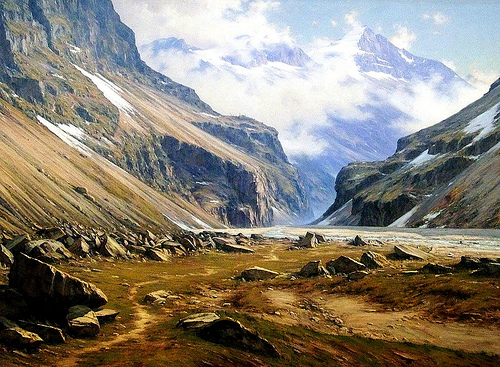
Vallée du Vénéon à Saint-Christophe-en-Oisans (1894), Charles Bertier.
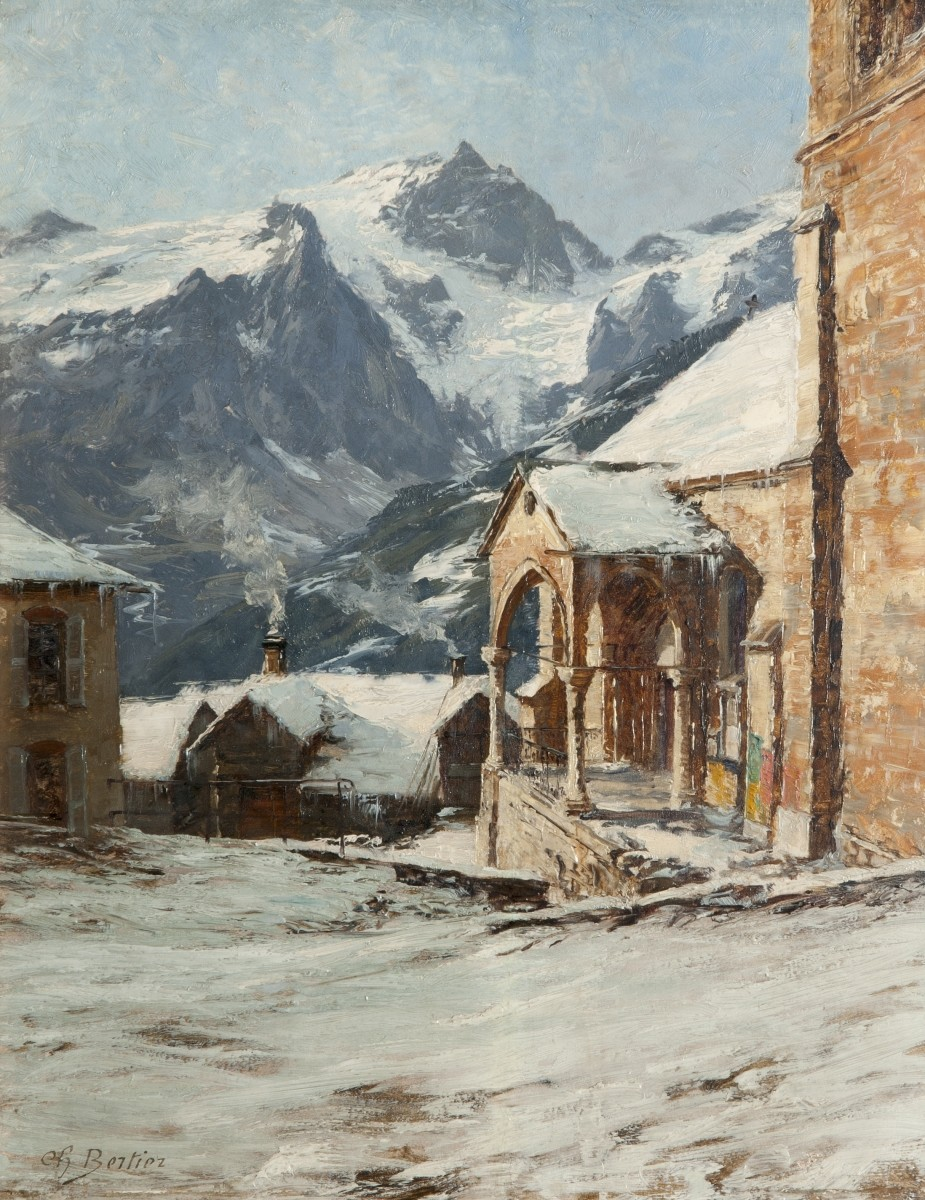
La Meije, vue du hameau, les Terrasses (La Grave), Charles Bertier.
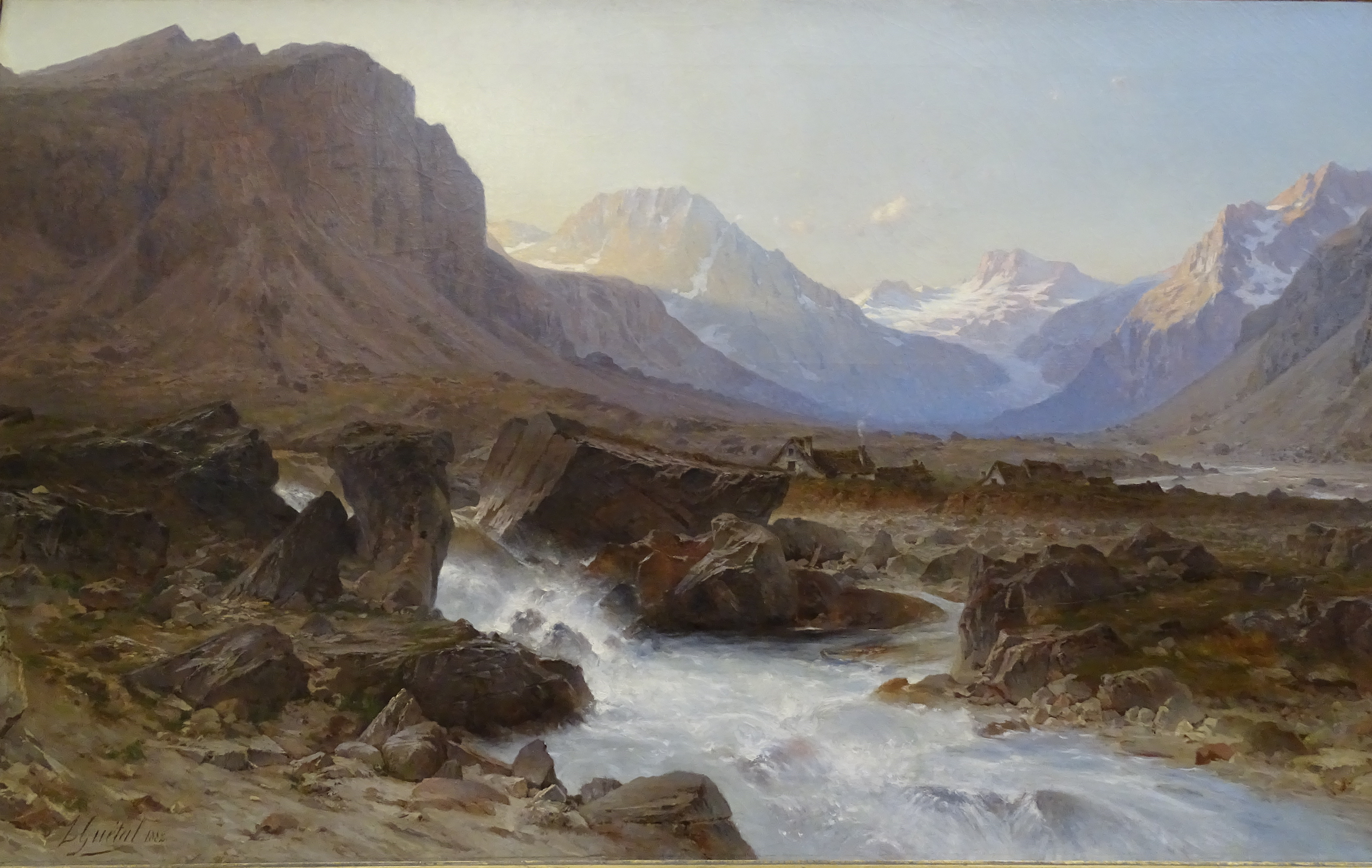
La Bérarde en Oisans, peinture de Laurent Guétal, 1882.
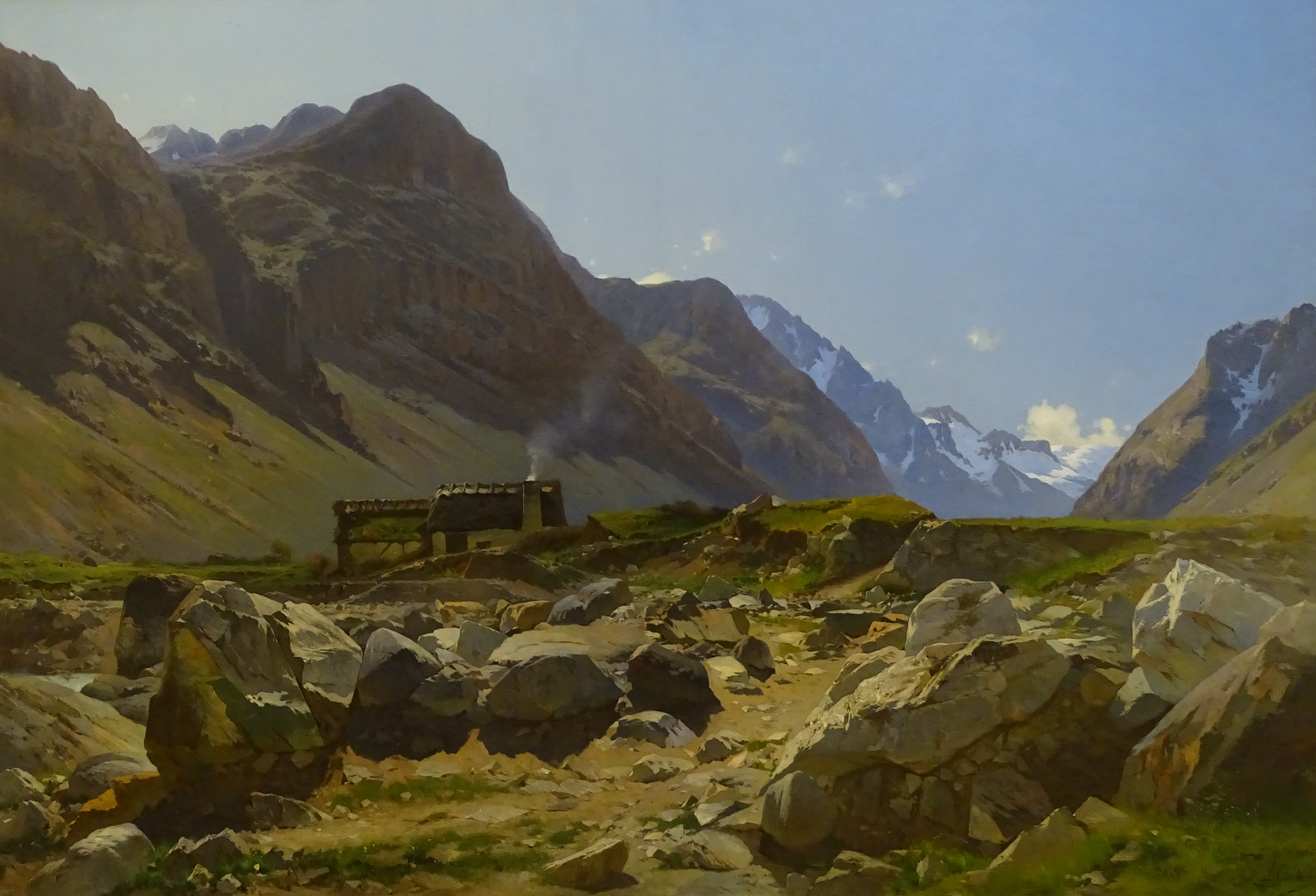
La vallée de la Pilatte, Laurent Guétal, 1888, musée de Grenoble.